# Harry S. Truman
Harry S. Truman (Lamar, Misuri; 8 de mayo de 1884-Kansas City, Misuri; 26 de diciembre de 1972) fue el trigésimo tercer presidente de los Estados Unidos desde 1945 hasta 1953. Miembro del Partido Demócrata, se desempeñó como trigésimo cuarto vicepresidente durante el breve cuarto mandato de Franklin Roosevelt entre enero y abril de 1945 y  como senador de los Estados Unidos por Misuri desde 1935 hasta 1945. Conocido entre otros acontecimientos, por ordenar el primer y único ataque nuclear contra otro país, los bombardeos atómicos a Japón.
Durante la Primera Guerra Mundial, Truman fue oficial de artillería, convirtiéndose en el único presidente del país que combatió en esa guerra (su sucesor, Eisenhower, solo entrenó equipos de artilleros en Pensilvania). Después de que la guerra se convirtiese en parte de la maquinaria política del jefe policial Tom Pendergast y fuese elegido comisionado del condado en Misuri, se convirtió en senador demócrata de los Estados Unidos. Después de ganar fama a nivel nacional como jefe de la Comisión Truman, sustituyó al vicepresidente Henry A. Wallace como compañero de fórmula de Roosevelt en las elecciones de 1944.
Como presidente, Truman se enfrentó a complicados asuntos internos. La reconversión desordenada de posguerra de la economía de los Estados Unidos estuvo marcada por una grave escasez, numerosas huelgas, y la aprobación de la Ley de Trabajo y Mantenimiento contra los sindicatos por el Congreso y por encima del veto presidencial. Contra todo pronóstico ganó las elecciones de 1948, ayudado por su famoso Whistle Stop Tour. Después de su elección, solo fue capaz de sacar adelante una de las propuestas de su programa, llamada Fair Deal. Usó las órdenes ejecutivas para iniciar la desmovilización de las fuerzas armadas y creó «controles de lealtad», despidiendo a miles de simpatizantes comunistas de sus cargos. Su firme oposición a los juramentos de lealtad obligatoria para los empleados gubernamentales, le costó acusaciones de que su gobierno estaba siendo «blando» con el comunismo. La presidencia de Truman estuvo llena de acontecimientos internacionales, como el fin de la Segunda Guerra Mundial y su decisión de usar armas nucleares contra Japón —en los que murieron más de 220 000 personas—, la fundación de las Naciones Unidas, el Plan Marshall para reconstruir Europa, la doctrina Truman para contener el comunismo, el comienzo de la Guerra Fría, el puente aéreo de Berlín, la creación de la Organización del Tratado del Atlántico Norte (OTAN), la guerra civil griega, la guerra civil china, la guerra de Indochina y la guerra de Corea. La corrupción en la administración Truman, vinculada a ciertos miembros del gabinete y altos funcionarios de la Casa Blanca, fue un tema central en las elecciones presidenciales de 1952 y provocó que Adlai Stevenson, el candidato presidencial demócrata en las elecciones de 1952, perdiese ante el republicano Dwight D. Eisenhower.
Truman supervisó el puente aéreo de Berlín de 1948. Cuando Corea del Norte invadió Corea del Sur en 1950, obtuvo la aprobación de las Naciones Unidas para la gran acción política conocida como la guerra de Corea. Salvó a Corea del Sur, pero los chinos intervinieron, haciendo retroceder a las fuerzas de la ONU / Estados Unidos, evitando así el retroceso del comunismo en Corea del Norte. En cuestiones nacionales, los proyectos de ley aprobados por Truman enfrentaron la oposición de un Congreso conservador, pero su administración guio con éxito a la economía estadounidense a través de los desafíos económicos de la posguerra. En 1948 presentó la primera legislación integral de derechos civiles y emitió órdenes ejecutivas para comenzar la integración racial en las agencias militares y federales.
La corrupción en la administración Truman se convirtió en un tema central de campaña en las elecciones presidenciales de 1952. Después de la victoria electoral del republicano Dwight D. Eisenhower contra el demócrata Adlai Stevenson II, Truman entró en un retiro financieramente difícil, marcado por la fundación de su biblioteca presidencial y la publicación de sus memorias. Cuando dejó el cargo, la presidencia de Truman fue criticada, pero los académicos rehabilitaron su imagen en la década de 1960 y él es altamente calificado por los académicos.
Truman, cuya actitud era distinta a la de Roosevelt, fue un presidente tranquilo, sin pretensiones. Popularizó frases como The buck stops here («Yo soy el responsable») e If you can't stand the heat, you better get out of the kitchen («Si no puedes soportar el calor, es mejor salir de la cocina»). Superó las bajas expectativas de muchos observadores políticos, que lo comparaban desfavorablemente con su muy respetado predecesor. En distintos momentos de su presidencia, Truman tuvo el nivel más bajo de aprobación pública registrada hasta 1991. A pesar de la opinión negativa de los ciudadanos durante su mandato, las evaluaciones posteriores y académicas de su presidencia llegaron a ser positivas después de su retiro de la política, y la publicación de sus memorias. La inesperada victoria de Truman en 1948 es a menudo invocada por los candidatos presidenciales con menores posibilidades.

## Infancia y juventud

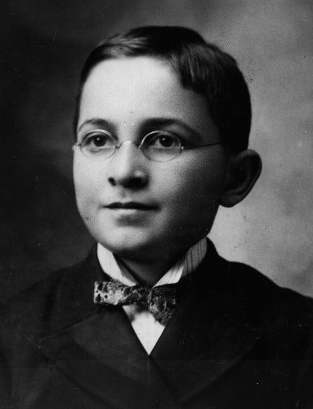
Truman a la edad de 13 años, ca. 1897.

Harry S. Truman nació el 8 de mayo de 1884 en Lamar, Misuri, y era el hijo mayor de John Anderson Truman (1851-1914) y Martha Ellen Young Truman (1852-1947). Sus padres eligieron el nombre de Harry por el nombre del hermano de su madre, Harrison Young (1846-1916), el tío de Harry. Sus padres eligieron "S" como su "segundo nombre", en un intento de complacer a los dos abuelos de Harry, Anderson Shipp Truman y Solomon Young. La S en realidad no significaba nada, una práctica común entre los escoceses-irlandeses.
La inicial de Truman provocó un desliz inusual cuando por primera vez llegó a la presidencia y tomó el juramento presidencial. En una reunión en la Sala del Gabinete, el Juez presidente Harlan Stone comenzó a leer el juramento diciendo: «Yo, Harry Shipp Truman...,» y Truman respondió: «Yo, Harry S Truman...,»
Algunas fuentes emplean el segundo nombre Swinomish, basándose en una anécdota ocurrida en Seattle en noviembre de 1955, cuando Martin J. Sampson, jefe de los indígenas swinomish, le concedió el nombre de su tribu para reemplazar la S inicial, regalo que Truman aceptó de buena gana.
En su autobiografía, Truman declaró: "Yo tengo el nombre por... Harrison Young. Me dieron el diminutivo de Harry, por lo que podría haber dos iniciales de mi nombre, y se añadió la letra S. Mi abuelo se llamaba Anderson Shippe Truman". Alguna vez bromeaba diciendo que la S era un nombre, pero en su biblioteca se muestra que la S era una inicial y no un nombre. La Biblioteca y Museo Presidencial de Harry S. Truman tiene numerosos ejemplos de la firma por escrito en varias ocasiones durante toda la vida de Truman. Sin embargo, el uso de su inicial no es universal. Antes de 2008, su biografía oficial de Casa Blanca no la tenía. Todos los listados oficiales de la Armada de los Estados Unidos llevan la inicial, como en el USS Harry S. Truman (CVN-75).
John Truman, el padre de Harry, era un agricultor y vendedor de ganado. La familia vivió en Lamar hasta que Harry tuvo diez meses. Luego se trasladaron a una granja cerca de Harrisonville, luego a Belton, y en 1887 a la granja de sus abuelos en Grandview. Cuando Truman tenía seis años, sus padres trasladaron a la familia a Independence, para que pudiera asistir a la Iglesia Presbiteriana de la Escuela Dominical. Truman no asistió a la primaria hasta que tuvo los ocho años.
Cuando era niño, Truman tenía tres intereses principales: la música, la lectura y la historia, todos incitados por su madre. Mantuvo una estrecha relación con su madre durante el tiempo que esta vivió, y como presidente siguió consultándole, incluso pidiéndole algunos consejos políticos. Se levantaba a las cinco todas las mañanas para practicar piano, y tuvo un profesor de música dos veces a la semana hasta que tuvo quince años. Truman también leyó mucho de la historia popular. Estuvo en la Convención Nacional Demócrata de 1900 en Kansas City.
Después de graduarse en la Escuela Secundaria de Independence en 1901, Truman trabajó como cronometrador en la estación de ferrocarril de Santa Fe, durmiendo en "campos de vagabundos", cerca de las líneas de ferrocarril; posteriormente, trabajó en una serie de empleos locales. Trabajó brevemente en la sala de correo de Kansas City. Truman decidió no unirse a la Unión Internacional de Tipógrafos. Regresó a la granja de Grandview en 1906 y permaneció allí hasta 1917, cuando entró en el servicio militar.
El trabajo físicamente exigente que se le puso en la granja de Grandview fue una experiencia formativa. Durante este período, cortejó a Bess Wallace y hasta le propuso matrimonio en 1911. Ella lo rechazó, y Truman dijo que quería hacer más dinero que un agricultor antes de proponerle de nuevo el matrimonio.

### Primera Guerra Mundial

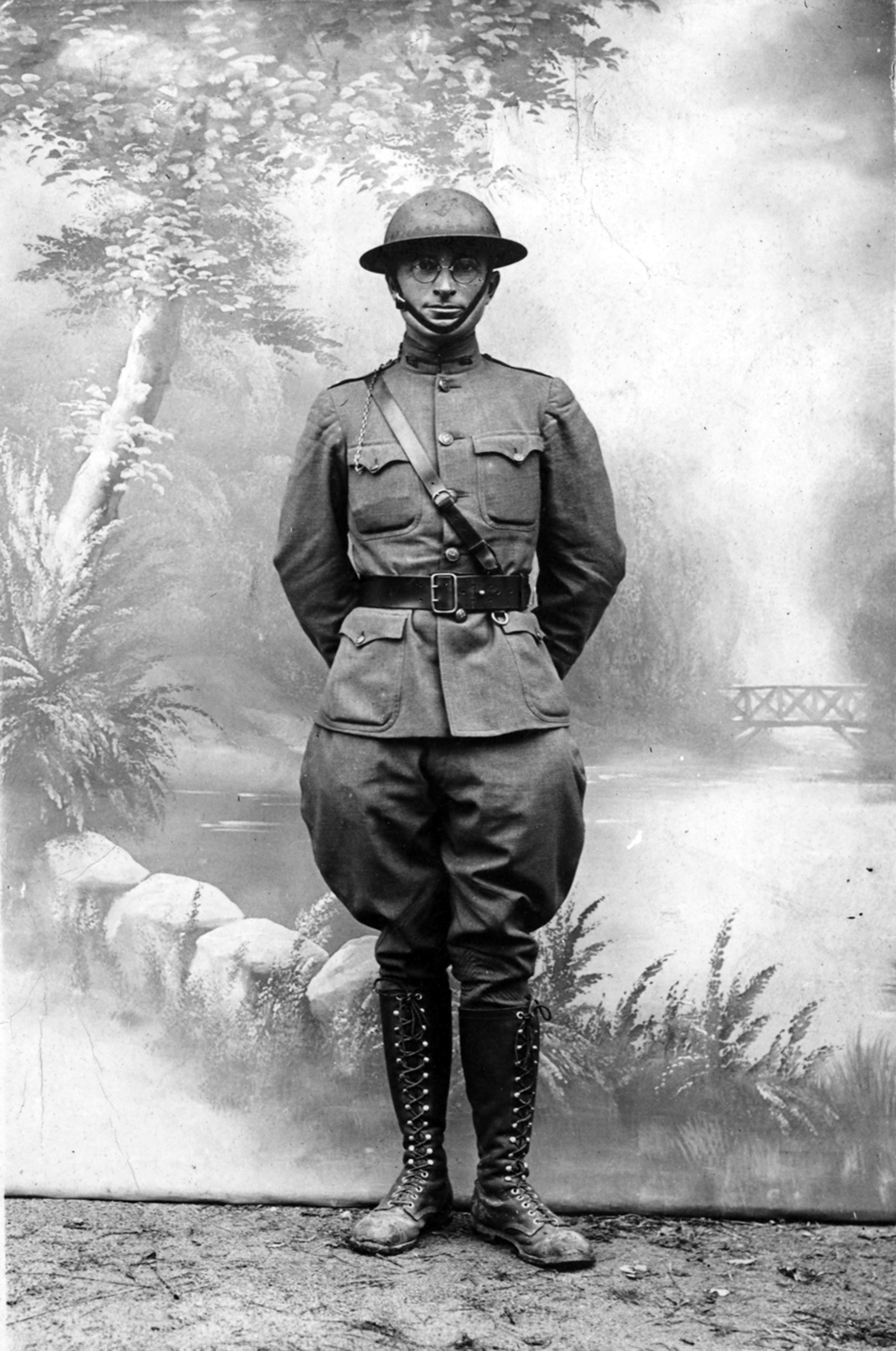
Harry S. Truman en uniforme militar, ca. 1918.

Truman se alistó en el Guardia Nacional de Misuri en 1905, y estuvo en ella hasta 1911. En su examen físico de 1905, su vista había obtenido un 20/50 inaceptable en el ojo derecho y un 20/40 en el izquierdo. Según las informaciones, entró memorizando en secreto la tabla de Snellen.
Con el inicio de la participación estadounidense en la Primera Guerra Mundial, Truman se reincorporó en la Guardia. Antes de ir a Francia, fue enviado al campo Doniphan, cerca de Lawton, Oklahoma para el entrenamiento. Estuvo en la cantina del campamento con Edward Jacobson, quien tenía experiencia como empleado en una tienda de ropa de Kansas City. En el Ft. Still también se reunió con el teniente James M. Pendergast, el sobrino de Tom Pendergast, un político de Kansas City. Los dos hombres iban a tener una profunda influencia en la vida posterior de Truman.
Truman fue elegido para ser oficial, y después para ser comandante de batería de un regimiento de artillería en Francia. Su unidad fue la batería D, 129.ª campaña de artillería y la 60.ª brigada, 35.ª División de Infantería, conocida por sus problemas de disciplina. Durante un ataque repentino por los alemanes en la cordillera de los Vosgos, la batería comenzó a dispersarse, Truman ordenó su posición mediante blasfemias que había "aprendido mientras trabajaba en el ferrocarril de Santa Fe". Impresionados por el estallido, sus hombres se reagruparon y lo siguieron con seguridad. Bajo el mando del Capitán Truman en Francia, la batería no perdió un solo hombre. Su batería también prestó apoyo a los tanques de la brigada de George Patton durante la ofensiva de Meuse-Argonne. El 11 de noviembre de 1918 su unidad de artillería disparó algunos de los últimos disparos de la Primera Guerra Mundial en posiciones alemanas tras el armisticio que se firmó a las 5 de la mañana, pero antes de que el alto al fuego entrase en vigor pasaron seis horas. En una carta lamentando el final de la guerra, escribió: "Es una lástima que no podamos entrar y devastar Alemania y cortarle las manos a los niños alemanes y los pies y la cabellera a los ancianos". La guerra fue una experiencia transformadora que llevó a las cualidades del liderazgo de Truman; que más tarde fue ascendido al rango de coronel en la Reserva del Ejército, y su historial de guerra hizo posible su posterior carrera política en Misuri.

### Familia, educación e inicios de su carrera empresarial

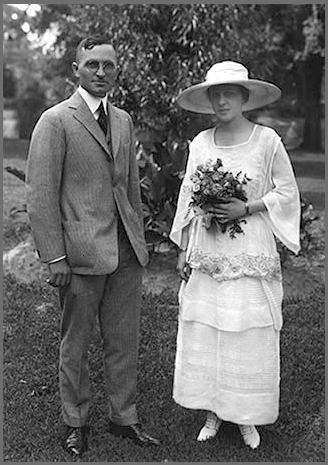
Harry S. Truman y Bess Truman en el día su boda, 28 de junio de 1919.

Al final de la guerra, Truman volvió a Independence como capitán y se casó con su antiguo amor, Bess Wallace, el 28 de junio de 1919, el mismo día que se firmó el Tratado de Versalles. La pareja tuvo una hija, Margaret Truman (1924-2008).
Truman fue el único presidente que no compitió después de 1897 por obtener un título universitario, ya que los problemas de visión le impidieron la entrada en West Point, que había sido su sueño desde la infancia, y las limitaciones financieras le impidieron obtener un título en otro lugar. Sin embargo, estudió durante dos años para un título de abogado en la Facultad de Derecho de la Universidad de Kansas City a principios de la década de 1920. Más adelante, a los 60 años, Truman fue invitado para unirse a la Fraternidad Nacional de Alpha Delta Gamma y a la Fraternidad Lambda Chi Alpha de Kansas City-Misuri, aceptó las invitaciones y se le reconoció como un miembro honorario de ambas organizaciones.
Un mes antes de que Truman se casase, Truman y Edward Jacobson, uno de sus compañeros durante su entrenamiento en Fort Still, abrieron una mercería del mismo nombre en Kansas City. Después de algunos años de éxito, la tienda fue a la bancarrota durante la recesión de 1921, que afectó en gran medida la economía agrícola. Truman culpó de la caída de los precios agrícolas a los republicanos; trabajó para pagar las deudas hasta 1934, justo cuando iba a ser miembro del Senado, sin embargo, el banquero William T. Kemper recuperó la nota durante la venta de un banco en bancarrota y permitió a Truman saldar sus deudas mediante un pago de 1000 dólares al banco. Al mismo tiempo Kemper hizo una donación de 1000 dólares a la campaña senatorial de Truman.
Los antiguos camaradas de armas y socios de negocios, Jacobson y Truman siguieron siendo amigos íntimos de por vida. Décadas más tarde, Jacobson aconsejó a Truman que reconociese a Israel como nación.

### Masonería
El 9 de febrero de 1909, Harry Truman fue incluido en la Masonería mediante el Rito escocés Antiguo y Aceptado en la logia de Belton, Misuri. En 1911 ayudó a establecer la Logia de Grandview, y sirvió como su primer maestro venerable. En 1940, Harry Truman fue elegido como el 97.º gran maestre de los Masones de Misuri. En 1945, fue nombrado 33.º soberano y gran inspector general y un miembro honorario del consejo supremo en Washington D. C.. En 1959, fue galardonado con el premio de los 50 años, el único presidente de los Estados Unidos en llegar a ese aniversario.

## Carrera política

### Juez del condado de Jackson
En 1922, con la ayuda de la maquinaria política demócrata de Kansas City liderada por el jefe Tom Pendergast, Truman fue elegido juez de la Corte del Condado del Distrito Este del Condado de Jackson, un puesto administrativo, no judicial, similar a los comisionados del condado en otros jurisdicciones.
En 1922, Truman dio a un amigo 10 dólares para una cuota de iniciación en el Ku Klux Klan, pero más tarde pidió recuperar su dinero, ya que Truman nunca perteneció, nunca asistió a una reunión y nunca pretendió ser miembro de la organización. Aunque Truman, a veces expresó ira hacia los judíos en sus diarios, su socio y amigo Edward Jacobson era judío. Las actitudes de Truman hacia los negros eran típicas de Misuri en su época, y se expresaron en su el uso ocasional de términos como "nigger", que era un término despectivo. Años más tarde, otra medida de sus actitudes raciales vendrían a la vanguardia: los relatos de los abusos, la violencia y la persecución sufrida por muchos veteranos afroamericanos en su regreso de la Segunda Guerra Mundial enfurecieron a Truman y fueron un factor importante en su decisión de emitir la Orden Ejecutiva 9981, en julio de 1948, para respaldar las iniciativas de los derechos civiles y eliminar la segregación racial en las fuerzas armadas.
No fue reelegido en 1924, pero en 1926 fue elegido el presidente del tribunal de la corte, y fue elegido nuevamente como juez del Condado Jackson en 1930. En 1930, Truman coordinó el "Plan de los Diez Años", que transformó el Condado de Jackson y el horizonte de Kansas City con nuevos proyectos de obras públicas, incluyendo una extensa serie de caminos, un nuevo edificio de la Corte del Condado, y monumentos en honor a las mujeres pioneras.
En 1933, Truman fue nombrado director de Misuri para el programa Federal de Re-Empleo (parte de la Administración de Obras Civiles) a petición del director general de Correos, James Farley, como pago a Pendergast para la entrega de la votación de Kansas City a Franklin D. Roosevelt en las elecciones presidenciales de 1932.

### Senador por Misuri (1935-1945)

#### Primer mandato

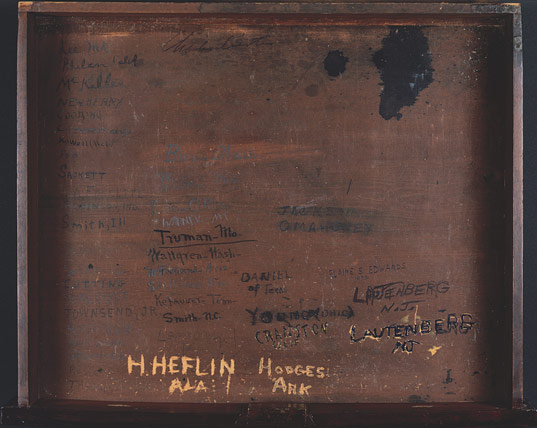
Parte inferior de la mesa utilizada por Harry S. Truman durante su periodo como senador.

Después de servir como juez, Truman quería competir para gobernador o para el Congreso, pero Pendergast rechazó estas ideas. En 1934, los ayudantes de Pendergast sugirieron que Truman fuese el candidato a senador; después de que otros tres hombres rechazasen la idea, Pendergast, a regañadientes, respaldó la campaña senatorial de Truman para su candidatura en las elecciones de 1934 en Misuri. Durante las primarias, Truman derrotó a John J . Cochran y a Tuck Milligan. Luego Truman derrotó al titular republicano, Roscoe C. Patterson, en casi un 20% de los votos.
Truman asumió el cargo bajo el mote de "el senador de Pendergast." Dio las decisiones de patrocinio a Pendergast, pero siempre mantuvo que votó a su conciencia. Truman siempre defendió el patrocinio diciendo que al ofrecer un poco, salvaba un montón.
En su primer mandato como senador, Truman habló sin rodeos en contra de la avaricia corporativa, y advirtió sobre los peligros de los especuladores de Wall Street y que otros intereses adinerados particulares alcanzasen demasiada influencia en los asuntos nacionales. Fue, sin embargo, en gran parte ignorado por el presidente Roosevelt, que parecía no haberlo tomado en serio en esa etapa. Truman tenía también problemas en hacer que los oficiales de la Casa Blanca les devolviesen las llamadas.
La elección de 1936 respaldada por el candidato a gobernador-títere de Pendergast, Lloyd C. Stark, reveló irregularidades aún más grandes entre los votantes en Misuri, que habían sido descubiertas en 1934. Milligan procesó 278 acusados en casos de fraude electoral y condenó a 259. Stark se volvió hacia Pendergast, le hizo un juicio, y fue capaz de arrebatar el patrocinio federal de la maquinaria de Pendergast.
En los últimos momentos Milligan descubrió que Pendergast no había pagado los impuestos federales entre 1927 y 1937 y había llevado a cabo una estafa de seguros fraudulentas. En 1939, Pendergast se declaró culpable y recibió una multa de 10 000 dólares y una condena de 15 meses en la prisión federal de Leavenworth. No se formularon cargos en contra de Truman.

#### Elecciones de 1940
Las perspectivas de Truman para una reelección en el Senado parecían sombrías. En 1940, tanto Stark como Maurice Milligan lo desafiaron en las primarias demócratas para el Senado. Robert E. Hannegan, que controlaban la política demócrata de San Luis, dio su apoyo en las elecciones a Truman. Truman luchó sin descanso y competitivamente. Al final, Stark y Milligan dividieron el voto anti-Pendergast en las primarias demócratas y tuvieron más votos combinados que Truman.
En septiembre de 1940, durante la campaña electoral, Truman fue elegido Gran Maestro de la Gran Logia Masonería de Misuri. En noviembre de ese año, derrotó al senador estatal de Kansas City, Manvel H. Davis, por más de 40.000 votos y retuvo su cargo en el Senado. Truman dijo más tarde que la elección masónica aseguró su victoria en las elecciones generales sobre el senador estatal, Manvel H. Davis.
Su exitosa campaña senatorial de 1940 es considerada por muchos biógrafos como un triunfo personal, junto con las elecciones de 1948, fue una elección en la que también estuvo subestimado. Fue el punto de inflexión de su carrera política.

#### Comisión Truman
Truman ganó fama y respeto cuando su comisión de preparación (popularmente conocida como la "Comisión Truman") investigó el escándalo de despilfarro militar mediante la exposición de fraude y de mala gestión. El gobierno de Roosevelt había temido inicialmente que la comisión fuese a hacer daño a la moral de la guerra, y el subsecretario de Guerra, Robert P. Patterson, escribió al presidente declarando que estaba "en el interés público", para suspender la comisión. Truman escribió una carta al presidente diciendo que la comisión estaba "al cien por cien detrás de la administración" y que no tenía ninguna intención de criticar la conducta militar estadounidense en la guerra. La comisión fue considerada un éxito por los investigadores e historiadores y se informó que había ahorrado al menos 15 000 millones de dólares y miles de vidas. El sentido común de ahorro de Truman para el ejército llamó mucho la atención. En 1943, su trabajo como presidente de la comisión le hizo ganar su primera aparición en la portada de la revista Time. También fue elegido hombre del año en la misma revista en 1945 y 1948. Después de años como una figura marginal en el Senado, Truman alcanzó el centro de atención nacional después del éxito de la Comisión Truman.

## Vicepresidencia (1945)

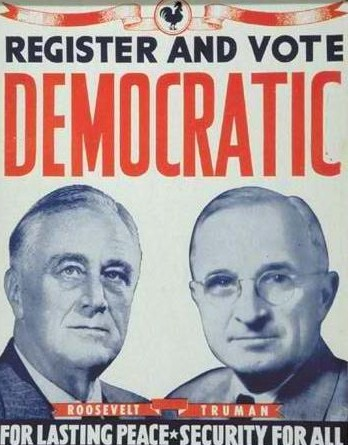
Afiche presidencial de Franklin D. Roosevelt y Harry S. Truman durante las elecciones de 1944.

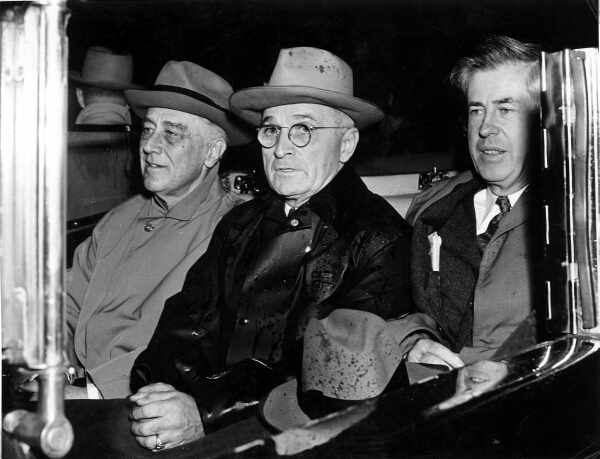
Truman con Franklin D. Roosevelt y el vicepresidente saliente Henry A. Wallace después de las elecciones, 10 de noviembre de 1944.

Tras meses de incertidumbre sobre la preferencia del presidente Roosevelt por un compañero de fórmula, Truman fue elegido como compañero de fórmula de Franklin D. Roosevelt para las elecciones de 1944 como resultado de un acuerdo elaborado por Hannegan, quien fue el presidente del Comité Nacional Demócrata de ese año.
A pesar de que su imagen pública seguía siendo la de un líder fuerte, la condición física de Roosevelt se deterioraba rápidamente a mediados de 1944. Un puñado clave de asesores del presidente, incluyendo el presidente saliente del Comité Nacional Demócrata, Frank C. Walker, el presidente entrante, Robert Hannegan, el tesorero del partido, Edwin W. Pauley, el estratega Ed Flynn y el lobbista George E. Allen, cerraron los Rankings en 1944 para "mantener a Henry A. Wallace fuera de juego". A su juicio, Wallace, el vicepresidente en ejercicio, era demasiado liberal, y había serias preocupaciones sobre la posibilidad de su ascensión a la presidencia. Allen más tarde recordaría que cada uno de estos hombres "se dio cuenta de que el hombre próximo compañero de fórmula de Roosevelt, con toda probabilidad sería el próximo presidente".
Después de reunirse personalmente con los líderes del partido, Roosevelt accedió a reemplazar a Wallace como vicepresidente, sin embargo, Roosevelt decidió dejar la selección final de un compañero de fórmula sin resolver, al menos hasta las últimas etapas de la Convención Nacional Demócrata en Chicago. James F. Byrnes de Carolina del Sur se vio favorecido al principio, pero los líderes sindicales se oponían a él. Roosevelt también se opuso a Byrnes, pero se mostró reacio a decepcionar a todos los candidatos y no quería decirle directamente a Byrnes que se oponía a él, por lo que el presidente le dijo a Hannegan que "quitase los obstáculos de la nominación de Byrnes con Sidney", que quería decir líder sindical y oponente de Byrnes, Sidney Hillman, unos días antes de la convención. Además, la actitud segregacionista de Byrnes le dio problemas con los liberales del Norte, y se le consideraba también vulnerables a causa de sus creencias católicas. Según los informes, Roosevelt ofreció el puesto de vicepresidente al gobernador Henry F. Schricker de Indiana, pero este se negó. Antes de que la convención comenzara, Roosevelt escribió una nota que decía que aceptaría a Truman o al juez de la Corte Suprema, William O. Douglas, pero la mayor parte de los líderes del partido de la zona preferían a Truman. El propio Truman no hizo campaña directa para la vicepresidencia, y siempre mantuvo que él no quería el puesto de vicepresidente. Como resultado, Roosevelt tuvo que presionar mucho a Truman para que aceptase el puesto. El 19 de julio, los jefes del partido convocaron a Truman a una suite en el Hotel Blackstone para que escuchase una llamada telefónica que, desconocido para el senador, había ensayado previamente con el presidente. Durante la conversación, Roosevelt preguntó a los jefes del partido si Truman aceptaría el puesto. Cuando dijo que no, Roosevelt acusó enojado de que Truman estaba perturbando la unidad del Partido Demócrata y luego colgó. Sintiendo que no tenía otra opción, Truman accedió a regañadientes a convertirse en el compañero de fórmula de Roosevelt para las elecciones de 1944.
La candidatura de Truman fue llamada humorísticamente el segundo "Compromiso de Misuri" durante la Convención Nacional Demócrata de 1944 en Chicago, como su llamamiento a la dirección del partido en contraste con el liberal Wallace y el conservador Byrnes. La candidatura fue bien recibida, y el equipo de Roosevelt–Truman pasó a una victoria con 432 contra 99 votos electorales del derrotado gobernador Thomas E. Dewey de Nueva York y del gobernador John Bricker de Ohio. Truman fue juramentado como vicepresidente el 20 de enero de 1945, y estuvo en el cargo menos de tres meses.
La breve vicepresidencia de Truman estuvo relativamente sin complicaciones, y Roosevelt rara vez estaba en contacto con él, ni siquiera para informarle de las decisiones más importantes. Truman sorprendió a muchos cuando asistió al funeral de su patrón Tom Pendergast menos de una semana después de haber sido juramentado como vicepresidente. Truman omitió las críticas, diciendo simplemente: "Siempre fue mi amigo y yo siempre lo he sido de él".
El 12 de abril de 1945, Truman había aplazado su reunión en el Senado para más tarde y se disponía a tomar una copa en la oficina del Presidente de la Cámara de Representantes, Sam Rayburn, cuando recibió el mensaje urgente de que tenía que ir inmediatamente a la Casa Blanca. A su llegada la Casa Blanca la primera dama, Eleanor Roosevelt, le informó de que el presidente había muerto poco antes de su llegada por una hemorragia cerebral masiva. Truman le preguntó si había algo que él pudiese hacer por ella y esta le contestó: "¿Hay algo que podamos hacer por usted? ¡Usted es el único en problemas ahora!"

## Presidencia (1945-1953)

### Primer mandato (1945-1949)

#### Toma del cargo

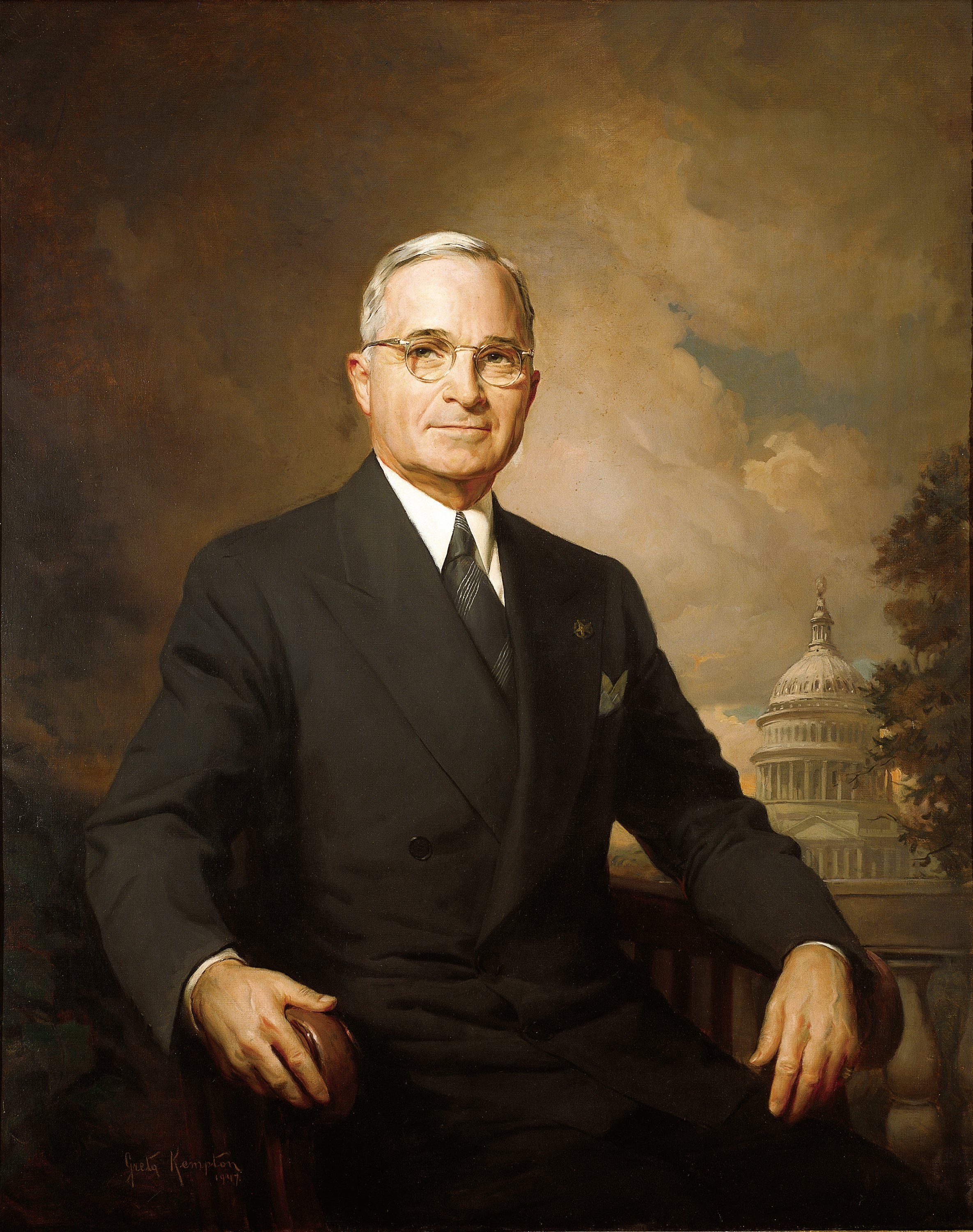
Retrato oficial de Harry S. Truman en la Casa Blanca.

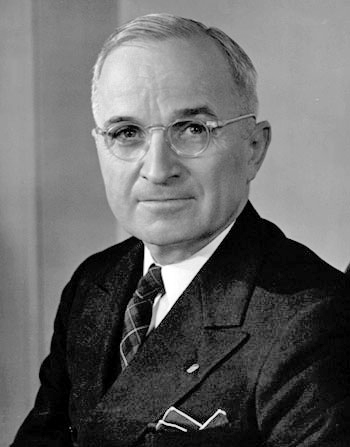
Harry S. Truman en 1945.

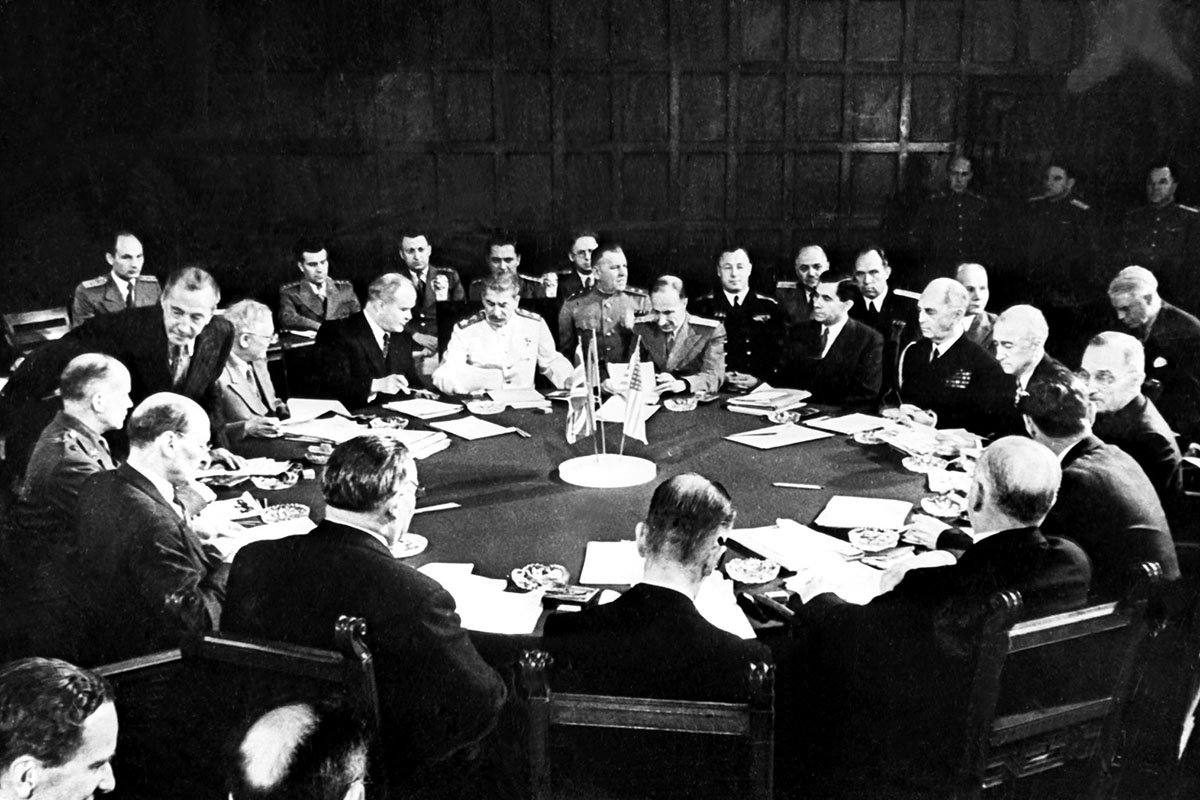
Conferencia de Potsdam: Clement Attlee, Ernest Bevin, Viacheslav Mólotov, Iósif Stalin, William Daniel Leahy, James F. Byrnes, Harry S. Truman y otros.

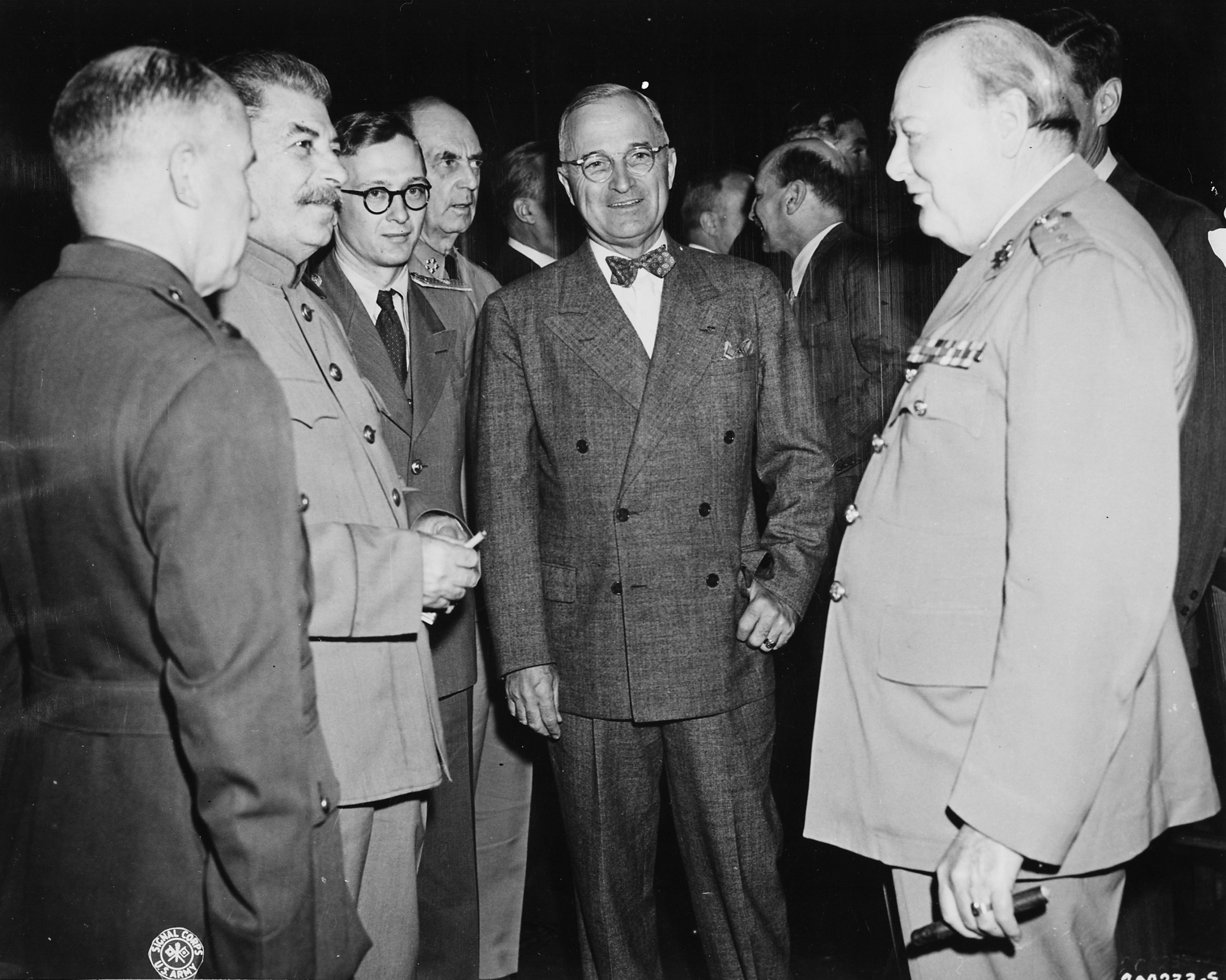
Iósif Stalin, Harry S. Truman y Winston Churchill en Potsdam, ca. julio de 1945.

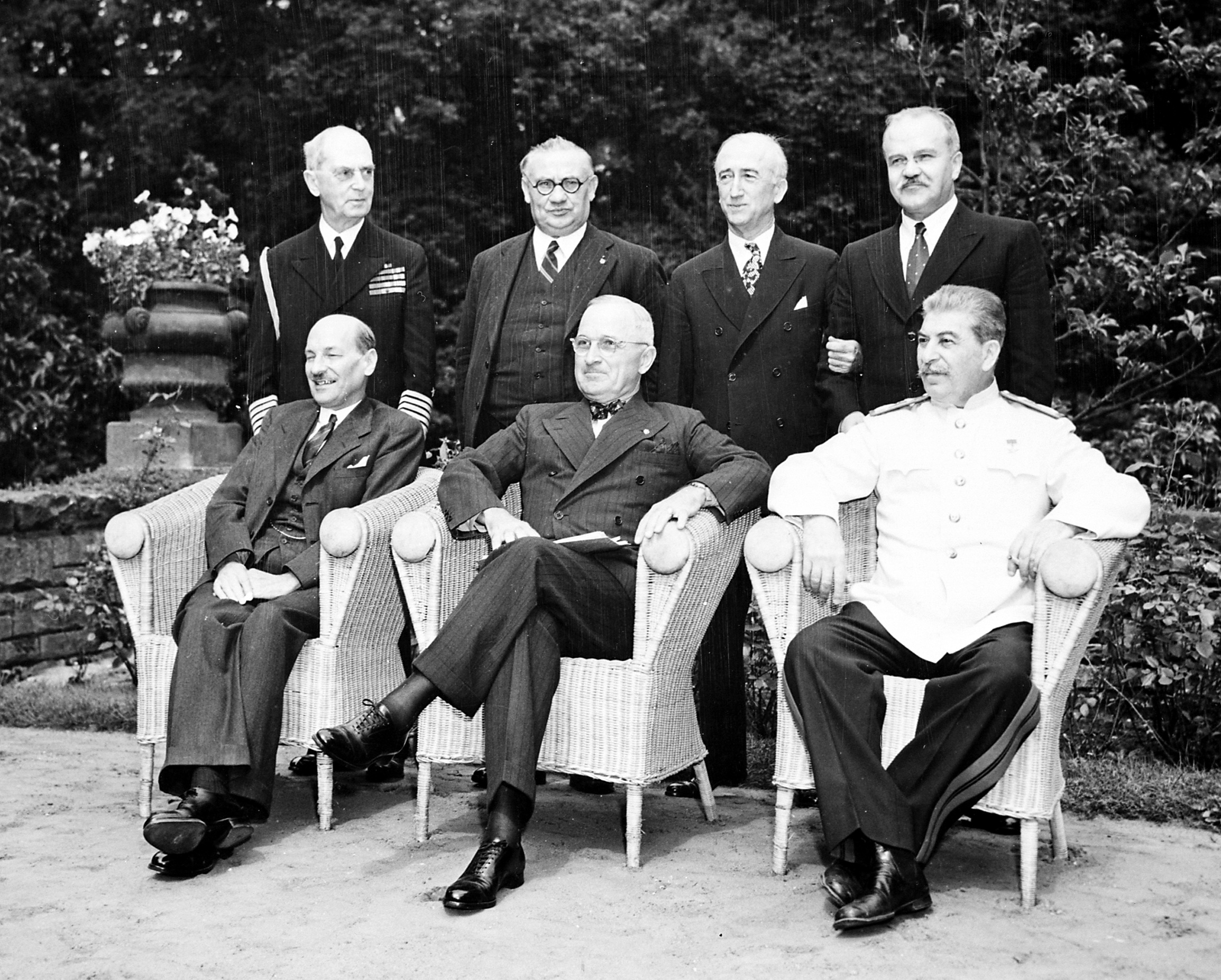
Foto grupal tras la Conferencia de Potsdam, con el primer ministro del Reino Unido Clement Attlee, Viacheslav Mólotov, Harry S. Truman, James F. Byrnes, Ernest Bevin, William D. Leahy e Iósif Stalin.

Truman había sido vicepresidente tan sólo 82 días, cuando murió el presidente Roosevelt, el 12 de abril de 1945. Había tenido una muy escasa comunicación con Roosevelt acerca de los asuntos mundiales o de la política interna después de asumir como vicepresidente, y estaba completamente desinformado sobre la conducción de la guerra, incluyendo, en particular, el Proyecto Manhattan, que estaba próximo a probar la primera bomba nuclear de la historia.
Poco después asumir el cargo, Truman dijo a los reporteros: "Muchachos, si alguna vez rezáis, rezad por mí ahora. No sé si alguno de vosotros alguna vez os ha caído una carga de heno encima, pero cuando me dijeron lo que había pasado ayer, sentí que la Luna, las estrellas y todos los planetas me habían caído encima".
Al acceder a la presidencia, Truman pidió a todos los miembros del gabinete de Roosevelt que permaneciesen en sus puestos, les dijo que estaba abierto a sus consejos, y estableció un principio central en su administración: que él sería el que tomase las decisiones y que ellos serían los que le apoyasen. Pocas semanas después de que tomase el cargo, en su sexagésimo primer cumpleaños, los Aliados lograron la victoria en Europa.
Truman era mucho más difícil de controlar para el Servicio Secreto que Roosevelt. Cuando Roosevelt, que debía usar silla de ruedas, necesitaba ir a algún sitio, sus agentes del Servicio Secreto le llevaban a su propio ritmo, sin embargo, Truman era un ávido caminante y salía a pasear con regularidad por los alrededores de Washington.

#### Bomba atómica
Hemos descubierto la bomba más terrible de la historia mundial. Es la destrucción masiva predicha en la era de Mesopotamia, después de Noé y su fabulosa Arca.
Harry S. Truman hablando de la bomba atómica en su diario.

Truman fue informado sobre el Proyecto Manhattan por el Secretario de Guerra, Henry L. Stimson, el día en que Roosevelt murió, después de su primera reunión de gabinete como presidente. Mientras estaba en Europa por la Conferencia de Potsdam, se enteró de la noticia de que la Prueba Trinity, la primera bomba atómica del mundo, había sido un éxito. Lanzó una indirecta a Iósif Stalin, de que los Estados Unidos estaban a punto de utilizar un nuevo tipo de arma contra los japoneses. Aunque esta era la primera vez que a los soviéticos se les había dado información oficial acerca de la bomba atómica, Stalin, a través de su servicio de espionaje, era ya muy consciente del proyecto de la bomba atómica y había estado aprendiendo sobre ello mucho antes que Truman.
En agosto de 1945, después de que Japón rechazase la Declaración de Potsdam, Truman autorizó el uso de armas atómicas contra Japón.
En la mañana del 6 de agosto de 1945, a las 8:15, el bombardero B-29 Enola Gay dejó caer una bomba atómica llamada Little Boy, sobre Hiroshima. Dos días más tarde, después de no haber oído respuesta del gobierno de Japón los militares estadounidenses prosiguieron con sus planes de dejar caer una segunda bomba atómica. El 9 de agosto, Nagasaki también fue devastada con una bomba, Fat Man, que fue arrojada por el bombardero B-29 Bockscar. Las bombas mataron a unas 140.000 personas en Hiroshima y unas 80.000 en Nagasaki, a finales de 1945, la mitad de esas muertes ocurrieron en los días de los bombardeos. Truman recibió la noticia del bombardeo, mientras estaba a bordo del crucero USS Augusta (CA-31) en su camino de regreso a los Estados Unidos después de la Conferencia de Potsdam. Los japoneses se rindieron el 14 de agosto.
Los partidarios de la decisión de Truman sobre usar la bomba atómica argumentan que salvó a cientos de miles de vidas que se habrían perdido en una invasión del archipiélago japonés. En 1954, Eleanor Roosevelt dijo que Truman "tomó la única decisión que podía", y que el uso de la bomba era necesario "para evitar el tremendo sacrificio de vidas estadounidenses". Otros han argumentado que el uso de la bomba atómica era innecesario e intrínsecamente inmoral, siendo esta la única vez en la historia de la humanidad que se ha utilizado un arma de destrucción masiva de esta índole.
El propio Truman escribió después de la presidencia: "Sabía lo que estaba haciendo cuando detuve la guerra... no me arrepiento y, bajo las mismas circunstancias, lo volvería a hacer".

#### Huelgas y convulsión económica

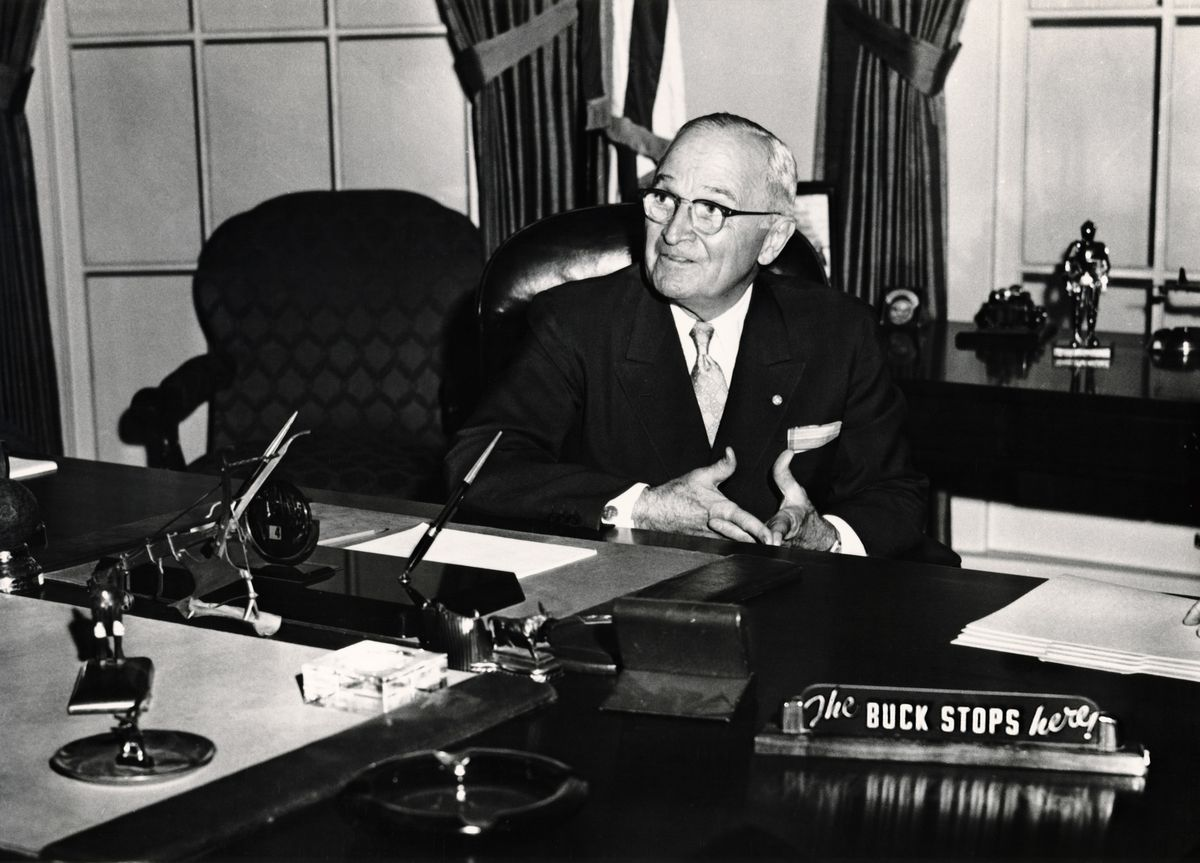
El Presidente Truman con "The Buck Stops Here" firmado en su mesa.

El fin de la Segunda Guerra Mundial fue seguido por una transición incómoda de una economía de guerra a una economía de tiempos de paz. El presidente se enfrentó a la renovación de los conflictos laborales que habían permanecido en un estado latente durante los años de guerra, una grave escasez de vivienda y productos de consumo, y una insatisfacción generalizada con la inflación, que llegó a subir un 6% en solo un mes. En este ambiente polarizado, se produjo una oleada de huelgas que desestabilizaron las principales industrias, y cuya respuesta fue vista generalmente como ineficaz. En la primavera de 1946, una huelga ferroviaria a nivel nacional, algo que nunca había ocurrido en el país, llevó prácticamente a todos los pasajeros y sus equipajes a permanecer en un punto muerto durante más de un mes. Cuando los trabajadores ferroviarios rechazaron una propuesta de acuerdo, Truman tomó el control de los ferrocarriles y amenazó con llevar el asunto de los trabajadores en huelga a las fuerzas armadas. Mientras pronunciaba un discurso ante el Congreso solicitando autoridad para este plan, Truman recibió la noticia de que la huelga se había desconvocado. Anunció este desenlace al Congreso y recibió una ovación tumultuosa que se repitió durante semanas en los noticiarios. Aunque la resolución de la huelga ferroviaria hizo que se revolviese un teatro político, en realidad le costó a Truman muchas de sus políticas: su solución propuesta fue vista por muchos como prepotente, y los votantes obreros, ya cautelosos por los problemas entre Truman y los trabajadores, fueron enajenados profundamente.

#### Naciones Unidas, Plan Marshall y la Guerra Fría

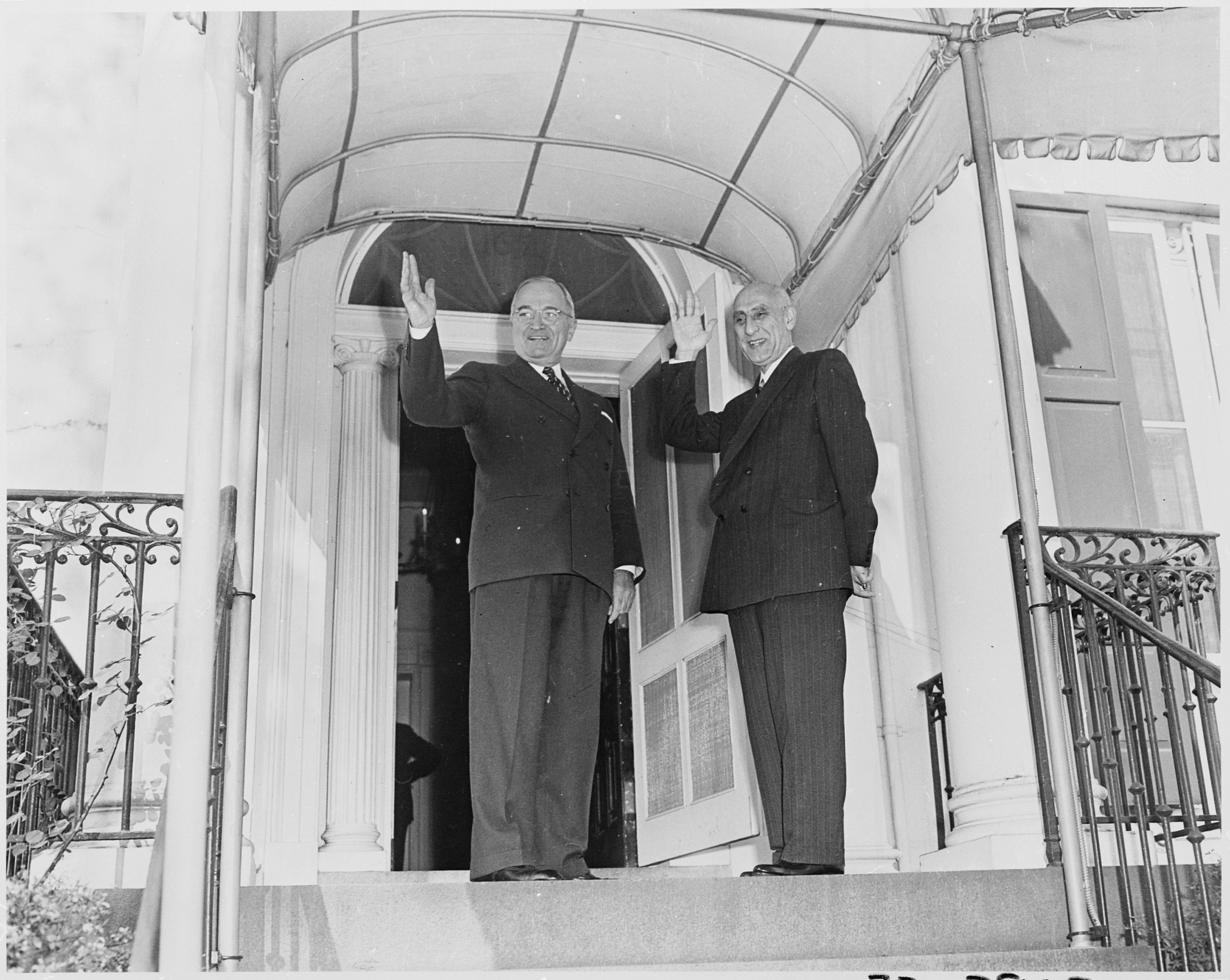
Truman con el primer ministro iraní, Mohammad Mosaddeq.

Como un Wilsoniano internacionalista, Truman apoyó firmemente la creación de las Naciones Unidas, y puso a la ex primera dama Eleanor Roosevelt como la primera delegada a la Asamblea General de las Naciones Unidas. Ante el abandono comunista de parte de los compromisos firmados en la Conferencia de Potsdam, y con los avances comunistas en Irán, Grecia, que después entró en una guerra civil y en Turquía, Truman y sus asesores de política exterior tomaron una línea dura contra los soviéticos.
A pesar de que no tenía ninguna experiencia personal en asuntos extranjeros, Truman ganó el apoyo bipartidista con su  Doctrina Truman, que formalizó una política de contención, y el Plan Marshall, cuyo objetivo era ayudar a reconstruir la Europa de la posguerra. Para lograr que el Congreso gastase grandes sumas necesarias de dinero para reactivar la moribunda economía europea, Truman utilizó un argumento ideológico, diciendo que el comunismo florecía en las zonas económicamente desfavorecidas. Como parte de la estrategia de Estados Unidos en la Guerra Fría, Truman firmó la Ley de Seguridad Nacional de 1947 y reorganizó las fuerzas militares mediante la fusión del Departamento de Guerra y el Departamento de la Marina en el Establecimiento Militar Nacional, que sería más tarde conocido como el Departamento de Defensa, y la creación de la Fuerza Aérea. La ley también creó la Agencia Central de Inteligencia (CIA) y el Consejo Nacional de Seguridad.

#### Fair Deal
Después de muchos años de mayorías demócratas en el Congreso y dos presidentes demócratas, la fatiga de los votantes con los demócratas entregó una nueva mayoría a los republicanos en las elecciones del congreso de 1946, y los republicanos recogieron 55 escaños en la Cámara de Representantes y varios escaños en el Senado. Aunque Truman cooperó estrechamente con los líderes republicanos en política exterior, luchó contra ellos amargamente en los asuntos internos. No pudo evitar los recortes de impuestos o la eliminación de los controles de precios. El poder de los sindicatos obreros se redujo significativamente por la Ley de Trabajo y Mantenimiento, que fue promulgada por encima del veto de Truman.
Mientras se preparaba para las elecciones de 1948, Truman dejó clara su identidad como un demócrata de la tradición del New Deal, prometió un seguro nacional sanitario, la derogación de la antisindical Ley de Trabajo y Mantenimiento, y un agresivo programa de derechos civiles. En conjunto, todo ello constituyó un amplio programa legislativo que se llamó "Fair Deal" ("Trato justo").
Las propuestas de Truman no fueron bien recibidas por el Congreso, incluso después de las inesperada victoria demócrata en las elecciones de 1948. Sólo uno de los principales proyectos de ley del Fair Deal, la Ley de Vivienda de 1949, se promulgó en el Congreso.

#### Reconocimiento de Israel

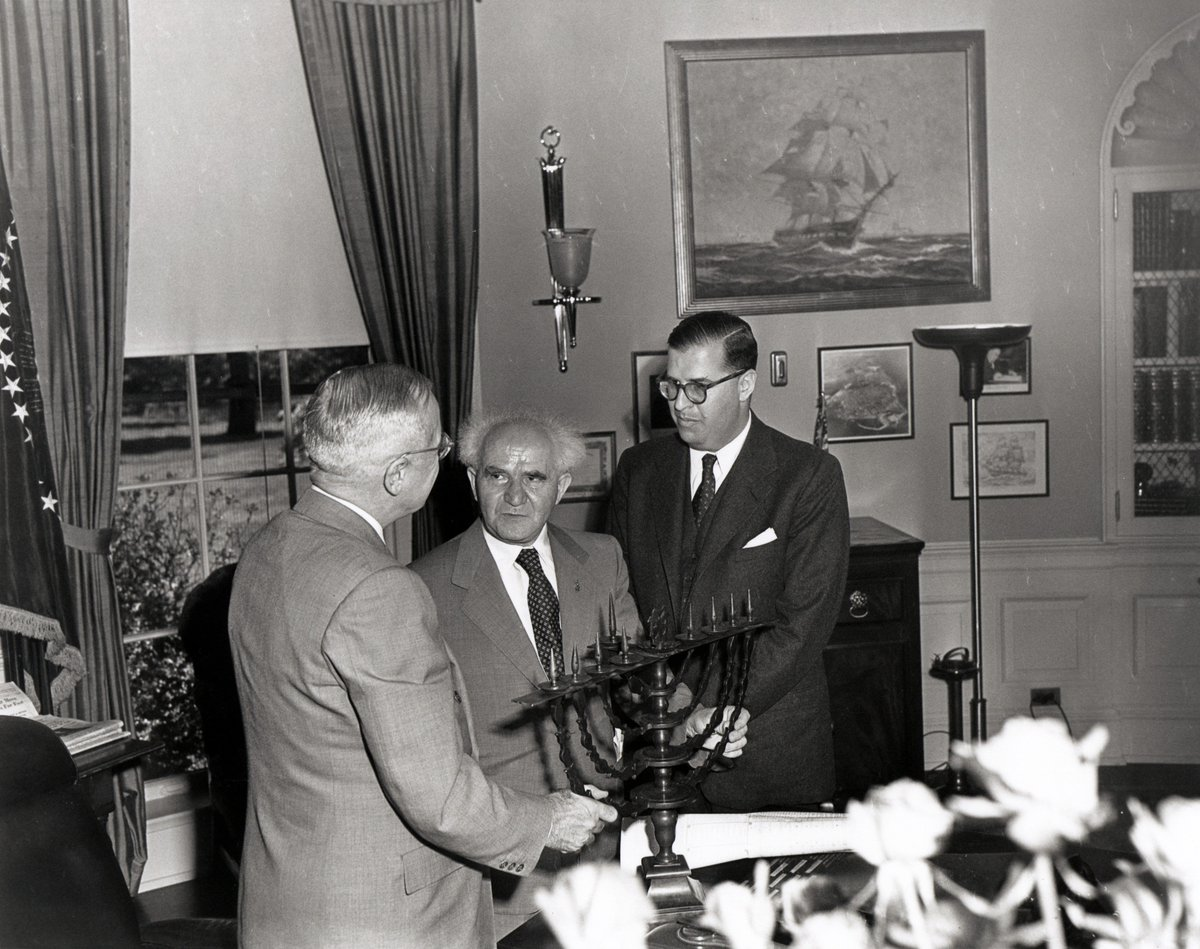
El Presidente Truman recibiendo un Menorá de Janucá por el primer ministro israelí, David Ben-Gurión (centro). A la derecha está Abba Eban, el embajador israelí a los Estados Unidos.

Truman tomó la decisión de reconocer la creación del Estado de Israel ignorando las declaraciones del Secretario de Estado, George Marshall, que temía que esto pudiera dañar las relaciones con los estados árabes. En una reunión en la Casa Blanca el 10 de noviembre de 1945, le dijo a los enviados a Arabia Saudita, Siria, Líbano y Egipto: «Lo siento, señores, pero tengo que responder a cientos de miles que están ansiosos por el éxito del sionismo: no tengo cientos de miles de árabes entre mis electores».
Ignorando las advertencias de los árabes, ingleses, y del Departamento de Estado que temía la inmigración judía a Palestina y que un Estado judío pudiera desestabilizar el Medio Oriente, Truman y el Congreso siguieron apoyando la creación de un hogar para el pueblo judío. Los responsables políticos estadounidenses entre 1947 y 1948 acordaron que el principal objetivo de la política exterior era contener el comunismo, tal y como ocurrió en la Guerra Fría. Desde la perspectiva de Washington, Palestina era secundaria en la meta de proteger el "Nivel del Norte" de Grecia, Turquía, Irán del comunismo, como fue prometido en la Doctrina Truman. Truman estableció tres objetivos para la región: una solución pacífica, evitar la necesidad de enviar tropas estadounidenses, y evitar la penetración soviética.
Según George Lenczowski, la política de Truman en Palestina fue influenciado por los grupos de presión judíos. En sus memorias, Truman escribió que los líderes judíos en los Estados Unidos le presionaron para que promoviese las aspiraciones judías en Palestina. A instancias de los británicos, una comisión especial de la ONU, la UNSCOP, recomendó la división inmediata de Palestina en dos Estados. Con el apoyo de Truman, el plan para dicha partición fue aprobado por la Asamblea General el 29 de noviembre de 1947. El Secretario de Estado, George Marshall, y otros expertos en asuntos exteriores siguieron oponiéndose a la creación de un Estado judío en Palestina. Cuando Truman accedió a reunirse con Jaim Weizmann, el Secretario de Estado se opuso, pero no declaró públicamente su decisión. El Secretario de Defensa, James Forrestal, advirtió sobre los peligros de despertar una hostilidad árabe, que podría desembocar en la denegación de acceso a los recursos petrolíferos de la zona, y sobre "el impacto de esta cuestión sobre la seguridad de los Estados Unidos." Truman reconoció al Estado de Israel el 14 de mayo de 1948, once minutos después de que se independizase como nación.
Truman escribió:

Hitler ha estado asesinando judíos de izquierda a derecha. Lo vi, y aún sueño en ello hoy en día. Los judíos necesitan un lugar donde puedan ir. Es mi responsabilidad que el gobierno estadounidense no permanezca de brazos cruzados mientras que a las víctimas de la locura de Hitler no se les permita construir una nueva vida.

#### Puente aéreo de Berlín

Berlineses observando un C-54 aterrizando en el Aeropuerto de Berlín-Tempelhof, ca. 1948.

El 24 de junio de 1948, la Unión Soviética bloqueó el acceso a Berlín a los tres sectores occidentales. Los Aliados nunca habían negociado un acuerdo para garantizar el abastecimiento permanente de los sectores occidentales, dentro de la zona soviética. El comandante de la zona de ocupación estadounidense en Alemania, el general Lucius D. Clay, propuso el envío de una gran columna blindada que atravesase la zona soviética hasta Berlín Occidental, con instrucciones de defenderse si eran detenidos o atacados. Truman estimó que eso supondría un riesgo de guerra inaceptable, y aprobó un plan para abastecer a la ciudad bloqueada, por el aire. El 25 de junio, los Aliados iniciaron el puente aéreo de Berlín, una campaña que entregó alimentos, carbón y otros suministros, utilizando aviones militares a gran escala. Nada remotamente parecido se había realizado hasta entonces, y ninguna nación tenía la capacidad, ya sea logística o material, de repetirla. El acceso por tierra fue acordado nuevamente el 11 de mayo de 1949. El puente aéreo continuó durante varios meses más, y fue uno de los grandes éxitos de la política exterior de Truman como presidente y, significativamente, le ayudó a su campaña presidencial de 1948.

#### Recortes de defensa
Truman adoptó una estrategia de desmovilización rápida después de la Segunda Guerra Mundial con la suspensión de actividad de los buques y la desmovilización de los veteranos. Las razones de esta estrategia, que persistieron durante el primer mandato de Truman y hasta casi el final del segundo, fueron en gran parte financieras. Para financiar las necesidades internas de gasto, Truman había abogado por una política de recortes en el programa de defensa para las Fuerzas Armadas al final de la guerra. La mayoría republicana en el Congreso, ansiosa de promulgar numerosos recortes de impuestos, aprobaron el plan de Truman de "mantener la línea" en los gastos de defensa. Además, la experiencia de Truman en el Senado lo dejó con sospechas persistentes de que grandes sumas de dinero se estaban desperdiciando en el Pentágono. En 1949, Truman nombró a Louis A. Johnson como Secretario de Defensa. Impresionados por los avances de los Estados Unidos en el desarrollo de la bomba atómica, Truman y Johnson creyeron inicialmente que la bomba atómica convertía a las fuerzas convencionales en gran medida irrelevantes para el campo de batalla moderno. Esta suposición fue finalmente errónea porque la Unión Soviética detonó su primera bomba atómica en ese mismo año.
Sin embargo, la continua reducción, afectó negativamente la disposición de defensa convencional de los Estados Unidos. Tanto Truman como Johnson tenían una antipatía especial a las solicitudes de presupuesto de la Armada y del Cuerpo de Marines. Truman propuso la disolución del Cuerpo de Marines por completo como parte del plan de reorganización nacional de defensa de 1948, pero la idea fue abandonada después de una campaña de cartas y de la intervención de influyentes veteranos de la Marina.
En 1950, muchos barcos de la Marina fueron vendidos a otros países o se desguazaron. La Armada, frente a la alta rotación de personal experimentado, recortó los ejercicios de entrenamiento, y alivió las normas de reclutamiento. El equipamiento fue desechado o vendido y el número de municiones fue recortado. El Cuerpo de Marines, con su menguante presupuesto, se redujo a inventarios excedentes de acaparamiento de armas y equipamiento de la Segunda Guerra Mundial. No fue hasta después de la invasión de Corea del Sur por Corea del Norte en 1950 cuando Truman envió numerosas solicitaciones presupuestarias al Congreso para el Cuerpo de Marines e inició lo que podría considerarse la época moderna de los gastos de defensa en los Estados Unidos.

### Elecciones presidenciales de 1948
Las elecciones presidenciales de 1948 son mayormente recordadas por la inesperada victoria de Truman. En la primavera de 1948, el índice de aprobación pública de Truman se situó en el 36%, y el presidente fue casi mundialmente considerado como incapaz de ganar las elecciones. Incluso el hijo del expresidente Roosevelt, James Roosevelt, quería dar la nominación demócrata al general Dwight D. Eisenhower, una figura muy popular, cuyas opiniones políticas eran totalmente desconocidas. Eisenhower enfáticamente se negó a aceptar, y Truman derrotó a todos los opositores de su candidatura.
En la Convención Nacional Demócrata de 1948, Truman intentó relajar la política interna mediante una estrategia de derechos civiles en la plataforma del partido, cuyo objetivo era relajar los conflictos internos entre las alas del norte y del sur del partido. Los eventos que ocurrieron, sin embargo, superaron sus esfuerzos de alcanzar un compromiso. Una dirección fuerte dada por el alcalde de Mineápolis, Hubert Humphrey, convenció a la Convención de que se hiciese una política de derechos civiles más fuerte y Truman la aprobó con entusiasmo. Todos los delegados de Alabama, y una parte de los de Misisipi, se retiraron de la convención en señal de protesta. Sin inmutarse, Truman pronunció un discurso de aceptación agresivo atacando al 80.º Congreso del partido e hizo la promesa de ganar las elecciones y "hacer a los republicanos de esa manera".
Dos semanas después de la Convención, Truman emitió la Orden Ejecutiva 9981, que permitía la integración racial en las Fuerzas Armadas. Truman corrió un riesgo político considerable con su apoyo a los derechos civiles, y a muchos demócratas veteranos les preocupó que la pérdida de apoyo pudiera deshacer el Partido Demócrata. El temor parecía bien justificado, ya que Strom Thurmond anunció su candidatura a la presidencia y encabezó numerosas revueltas en los estados del Sur, proclamando los derechos de los defensores. Esta rebelión derechista fue acompañada de una revuelta izquierdista, liderada por el exvicepresidente Henry A. Wallace como candidato presidencial del Partido Progresista. Inmediatamente después de su primera convención después de la muerte de Franklin D. Roosevelt, el Partido Demócrata parecía que se iba a desintegrar. La victoria en las elecciones parecía remota, no solo por estar dividido, sino por estar dividido en tres partidos.
A ello siguió una odisea presidencial notable de 21.928 millas (35.290 kilómetros), algo que nunca antes había realizado ningún presidente en toda la nación. Truman y sus colaboradores recorrieron el país con el llamado tren presidencial de los Estados Unidos, el "Whistlestop", con la táctica de dar discursos breves en la plataforma trasera del ferrocarril, este acto llegó a representar toda la campaña. Sus apariciones combativas, como las de la plaza de la ciudad de Harrisburg, Illinois, capturó la imaginación popular y atrajo a grandes multitudes. Seis paradas en Míchigan reunieron a un total de medio millón de personas; y también un millón de personas asistieron al desfile presidencial en Nueva York.
La gran mayoría de las reuniones espontáneas y eventos de Truman fueron un importante signo de un cambio fundamental en el pulso de la campaña, pero este cambio pasó prácticamente desapercibido por la prensa nacional, que siguió la presentación de informes que daban una aparente, inminente e inevitable victoria al  republicano Thomas E. Dewey. Una de las razones para la proyección inexacta de la prensa fueron las encuestas llevadas a cabo principalmente por teléfono en un momento en que muchas personas, incluyendo gran parte de la base de votantes de Truman, no eran propietarias de un teléfono. Este sesgo de datos indicaba una base de apoyo más fuerte para Dewey de la que existía, y esto desembocó en un error de proyección indeseable y no detectado que pudo haber contribuido a la percepción de las posibilidades sombrías de Truman. Las tres principales encuestadoras abandonaron la elaboración de nuevas encuestas antes de las elecciones del 2 de noviembre, como por ejemplo, Roper en septiembre, y Crossley y Gallup en octubre.
Al final, Truman consiguió sumar a sus bases del medio oeste progresista y ganó la mayoría de los estados del sur, a pesar de su defensa de derechos civiles. El saldo final mostró que el presidente había asegurado 303 votos electorales para Truman, 189 para Dewey, y sólo el 39 para Thurmond. Henry A. Wallace no consiguió ninguno. La imagen de la definición de la campaña se produjo después de la jornada electoral, cuando Truman salió en la portada del Chicago Tribune y este decía incorrectamente: "Dewey derrota a Truman". Truman no tenía un vicepresidente en su primer mandato. Su compañero de fórmula y vicepresidente eventual por el plazo que se inició el 20 de enero de 1949, fue el senador y congresista Alben W. Barkley.

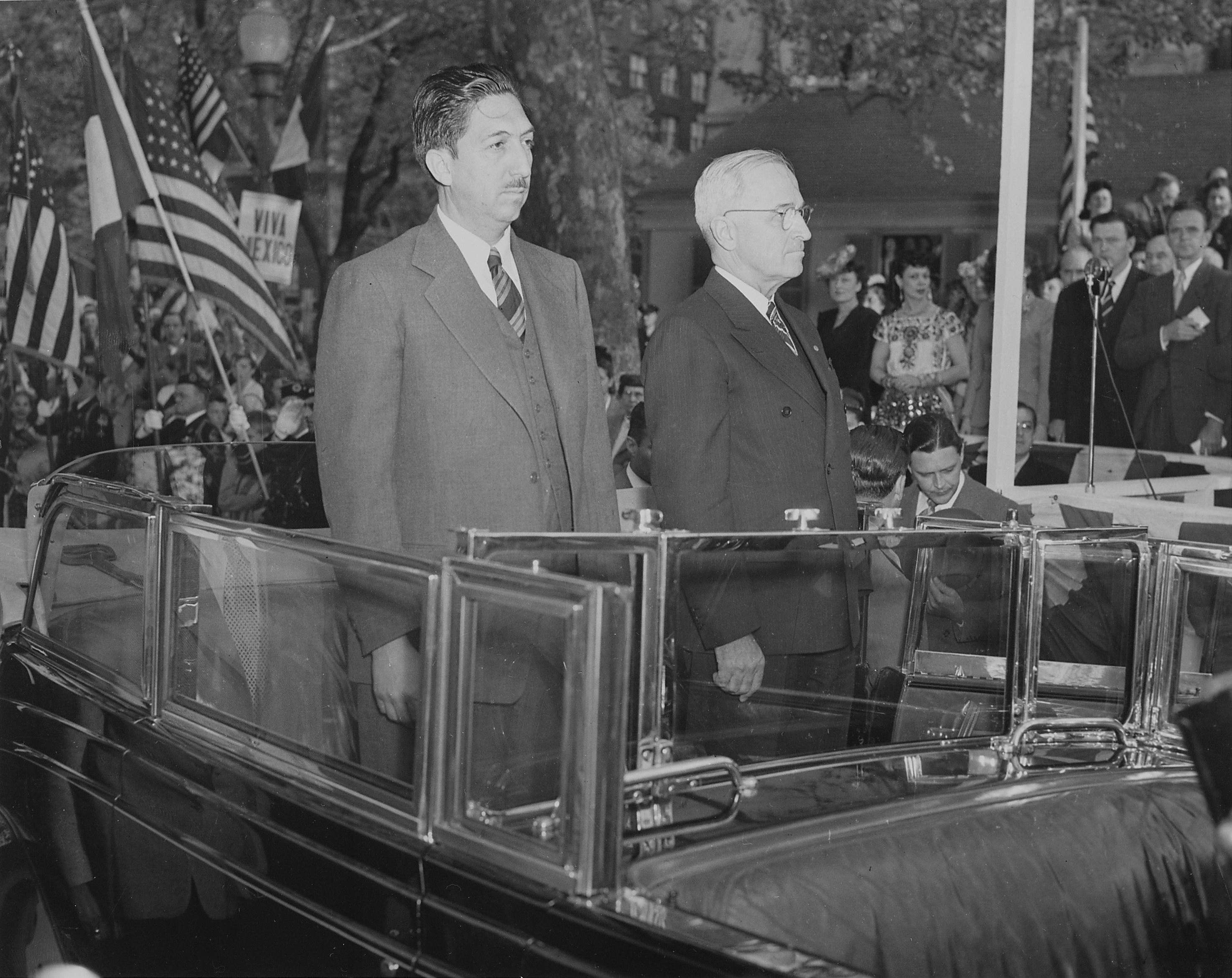
Truman con el presidente mexicano Miguel Alemán Valdés.

### Segundo mandato (1949-1953)
La investidura presidencial de Truman en 1949 fue la primera investidura televisada a nivel nacional. Su segundo mandato fue agotador, en gran medida debido a la política exterior y a su política de contención. Por ejemplo, rápidamente el monopolio nuclear estadounidense terminó. Mediante la información proporcionada por sus redes de espionaje estadounidenses, supo que el proyecto de la bomba atómica de la Unión Soviética avanzaba mucho más rápido de lo previsto y esta explotó su primera bomba atómica el 29 de agosto de 1949. El 7 de enero de 1953, Truman anunció la detonación de la primera bomba de hidrógeno de los Estados Unidos.

#### OTAN
Truman era un firme partidario de la Organización del Tratado del Atlántico Norte (OTAN), que estableció una alianza militar formal en tiempos de paz con Canadá y muchos de los países democráticos europeos que no habían caído bajo control soviético tras la Segunda Guerra Mundial. Truman propuso con éxito la creación del tratado en el Senado en 1949. Los objetivos declarados de la OTAN fueron «detener la expansión soviética en Europa y enviar un mensaje claro a los líderes comunistas de que las democracias del mundo estaban dispuestas y eran capaces de construir nuevas estructuras de seguridad en apoyo a los ideales democráticos». Los Estados Unidos, Reino Unido, Francia, Italia, los Países Bajos, Bélgica, Luxemburgo, Noruega, Dinamarca, Portugal, Islandia y Canadá fueron los firmantes del tratado original, Grecia y Turquía se sumaron en 1952.

#### Guerra civil china
El 21 de diciembre de 1949, Chiang Kai-shek y su Ejército Nacional Revolucionario del oriente de la China continental, huyó a la isla de Taiwán debido a los exitosos ataques por parte del ejército comunista dirigido por Mao Zedong durante la guerra civil china. En junio de 1950, Truman ordenó a la Séptima Flota de los Estados Unidos que se colocase en el estrecho de Taiwán para evitar nuevos conflictos entre el gobierno comunista en la China continental y la República de China en Taiwán. Truman también avisó a la República de China de que no hiciese más ataques contra la República Popular de China.

#### Espionaje soviético y Macarthismo
A lo largo de su presidencia, Truman tuvo que hacer frente a las acusaciones de que el gobierno federal estaba albergando a espías soviéticos del más alto nivel. El testimonio del Congreso sobre este tema atrajo la atención nacional, y miles de personas fueron despedidas por seguridad. Un hombre como Truman dudaba de los informes sobre la penetración potencial comunista soviética en el gobierno federal estadounidense, y su respuesta fue muy citada para descartar las acusaciones como un "arenque rojo".
En agosto de 1948, Whittaker Chambers, un ex espía soviético y antiguo editor de la revista Time, confesó ante el Comité de Actividades Antiestadounidenses y presentó una lista de posibles miembros de una red secreta de comunistas que trabajaron en el gobierno de Estados Unidos durante la década de 1930. Uno de ellos fue Alger Hiss, un alto funcionario del Departamento de Estado, pero Hiss negó las acusaciones.
Las declaraciones del Comité llevaron a una crisis en la cultura política estadounidense, siendo Hiss declarado culpable de perjurio, en un polémico juicio. El 9 de febrero de 1950, el senador republicano Joseph McCarthy acusó al Departamento de Estado de contar con comunistas en sus servicios, y específicamente se decía también que el Secretario de Estado, Dean Acheson, lo sabía y que estaba protegiendo a 205 comunistas en el Departamento de Estado. Se trataba de si Truman había quitado a todos los agentes subversivos que habían entrado en el gobierno durante los años de Roosevelt. McCarthy insistió en que él no lo había hecho.
Al señalar este problema y atacar a la administración de Truman, McCarthy rápidamente se estableció como una figura nacional, y sus alegatos explosivos dominaron los titulares. Sus afirmaciones tuvieron pocos detalles confirmables, pero sin embargo, paralizó a la nación que luchaba con miedo a las nuevas realidades: la explosión de una bomba nuclear soviética, la pérdida de los secretos de la bomba atómica por parte de los Estados Unidos, la conversión de China al comunismo, y las nuevas revelaciones de la penetración del espionaje soviético dentro de otras agencias estadounidenses, incluyendo el Departamento del Tesoro. Truman, un hombre pragmático que había hecho concesiones a los gustos de Tom Pendergast y Stalin, rápidamente desarrolló un odio inquebrantable hacia Joseph McCarthy. Truman contraatacó diciendo:

El "americanismo" está bajo el ataque de los elementos que proclaman a viva voz ser sus principales defensores. Tratan de crear miedo y sospecha entre nosotros mediante el uso de la calumnia, las acusaciones no probadas y simplemente las mentiras. Están tratando de hacernos creer que nuestro gobierno está lleno de comunismo y corrupción. Estos seres están tratando de crear tanta histeria entre nosotros, que nadie va a enfrentarse a ellos por temor a ser llamado comunista. Ahora bien, ese es el viejo truco comunista inverso. Eso no es jugar limpio. Eso no es el americanismo.

Sin embargo, Truman nunca fue capaz de librarse de su imagen entre el público de no poder purgar a su gobierno de las supuestas influencias subversivas.

#### Pakistán
El presidente Truman reconoció el recién creado Pakistán en 1947, convirtiendo a los Estados Unidos en uno de los primeros países del mundo en hacerlo. El presidente Truman invitó personalmente al primer ministro pakistaní, Liaquat Ali Khan, y su esposa, Begum Ra'ana, a los Estados Unidos para conversar. Liaqat Ali Khan aceptó la invitación y llegó a Washington D. C. en mayo de 1950. Liaqat dio una gira por los Estados Unidos y dio también varios discursos en Senado. En el momento de la visita, Pakistán no estaba alineado entre el bloque occidental dirigido por los Estados Unidos o el bloque oriental dirigido por la Unión Soviética. Pakistán había reconocido a la República Popular China como un gobierno comunista propio, ignorando la oposición de Washington hacia Pekín. A pesar del éxito de su gira por los Estados Unidos, el Gobierno de Liaqat Ali no hizo ningún cambio drástico en su política exterior, no aliándose con ninguno del bloques dirigentes de la Guerra Fría. En el Consejo de Seguridad de la ONU, todos se opusieron a la agresión de Corea del Norte contra Corea del Sur, pero se negaron a enviar tropas de combate de Pakistán para que se uniesen a la ONU en la península de Corea. Esto se debió principalmente a que Pakistán se estaba recuperando de su reciente guerra contra la India en la disputada por Cachemira en 1948.

#### Guerra de Corea

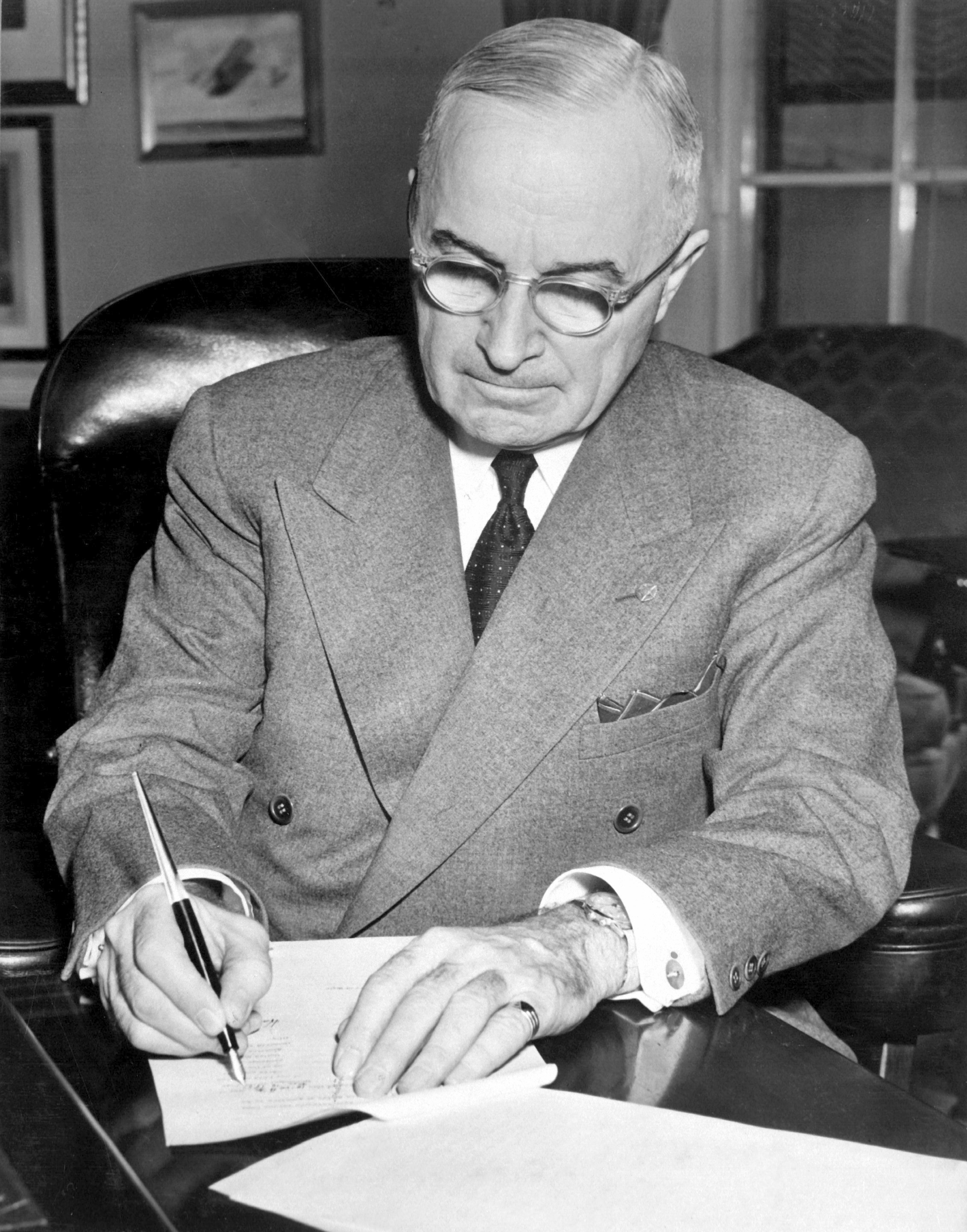
Truman firmando una proclamación declarando una emergencia nacional que inicia la intervención del gobierno estadounidense en la guerra de Corea.

El 25 de junio de 1950, el Ejército Popular de Corea del Norte bajo el mando de Kim Il-sung invadió Corea del Sur, lo que precipitó el estallido de la guerra de Corea. Mal entrenados y equipados, sin tanques o apoyo aéreo, el Ejército de Corea del Sur fue empujado rápidamente hacia atrás, perdiendo rápidamente la capital, Seúl.
Truman pidió un bloqueo naval de Corea, sólo para descubrir que, debido a recortes presupuestarios, la marina estadounidense ya no poseía un número suficiente de buques de guerra para hacer cumplir una medida como esa. Truman rápidamente instó a las Naciones Unidas a intervenir; lo hizo, autorizando a la defensa armada por primera vez en su historia. La Unión Soviética, que estaba boicoteando las Naciones Unidas en ese momento, no estuvo presente en la votación que aprobó la medida. Sin embargo, Truman decidió no consultar al Congreso, un error que debilitó mucho su posición en el conflicto.
En las primeras cuatro semanas del conflicto, las fuerzas de infantería estadounidenses desplegadas a toda prisa en Corea demostraron ser escasas y mal equipadas. El Octavo Ejército de Japón se vio obligado a reacondicionar los tanques Sherman de la Segunda Guerra Mundial desde los almacenes y monumentos para su uso en Corea.
Respondiendo a las críticas sobre la preparación, Truman despidió a su muy criticado Secretario de Defensa, Louis A. Johnson, reemplazándolo por el general retirado, George Marshall. Truman, con la aprobación de las Naciones Unidas, decidió en una votación una nueva política, es decir, la conquista de Corea del Norte. Las fuerzas de la ONU dirigidas por el general Douglas MacArthur hicieron un contraataque, obteniendo una impresionante victoria sorpresa con un desembarco anfibio en Inchon que casi atrapó a los invasores. Las fuerzas de la ONU a continuación, marcharon hacia el norte, hacia la frontera del río Yalu con China, con el objetivo de reunir a Corea bajo los auspicios de las Naciones Unidas.
China sorprendió a las fuerzas de la ONU con una invasión a gran escala en noviembre. Las fuerzas de la ONU fueron obligadas a retroceder por debajo del paralelo 38, pero luego se recuperaron; a principios de 1951 la guerra se convirtió en un feroz punto muerto sobre el paralelo 38, donde había empezado. Las víctimas de las Naciones Unidas y los Estados Unidos fueron abundantes. Truman rechazó la petición de MacArthur de atacar las bases de abastecimiento chinas al norte del Yalu, pero MacArthur expuso su plan al líder republicano, Joseph Martin, quien lo filtró a la prensa. A Truman le preocupa gravemente que una mayor escalada de la guerra arrastrara a la Unión Soviética aún más en el conflicto, ya que suministraba armas y proporcionaba aviones de combate a las fuerzas norcoreanas. El 11 de abril de 1951, Truman relevó a MacArthur de todos sus mandos en Corea y Japón.
La destitución del general Douglas MacArthur fue una de las decisiones políticas menos populares de la historia presidencial. La calificaciones de aprobación de Truman se desplomaron, y se enfrentó a las llamadas para su proceso de destitución desde, entre otros, el senador Robert Taft. El Chicago Tribune proclamó un proceso de destitución inmediato contra Truman:

El presidente Truman debe ser acusado y condenado. Su retirada precipitada y vengativa del general MacArthur es la culminación de una serie de actos que han demostrado que no es apto, ni moral, ni mentalmente, para su alto cargo. La nación norteamericana nunca ha estado en mayor peligro. Está dirigida por un loco que está rodeado de bribones.

Las fuertes críticas desde prácticamente todos los sectores acusaron a Truman de negarse a asumir la culpa de una guerra echada a perder y culpar a sus generales en su lugar. Muchos ciudadanos prominentes y funcionarios, incluyendo a Eleanor Roosevelt, apoyaron, sin embargo, la decisión de Truman. MacArthur por su parte, regresó a los Estados Unidos con una bienvenida de héroe, y, después de su famoso discurso ante el Congreso, se informó de que Truman había dicho que eran un montón de "gilipolleces". Se rumoreaba incluso que MacArthur se presentaría como candidato a la presidencia.
La guerra siguió en un punto muerto frustrante para los dos años que la siguieron, con más de 30 000 estadounidenses muertos, hasta que un acuerdo de paz restauró las fronteras y puso fin al conflicto. En el ínterin, las dificultades en Corea y el clamor popular en contra de la animadversión de Truman hacia MacArthur ayudó a hacer al presidente tan impopular que los demócratas empezaron a girar a otros candidatos. En las primarias de Nuevo Hampshire el 11 de marzo de 1952, Truman perdió contra Estes Kefauver, que ganó la encuesta de preferencia con 19.800 contra 15.927 de Truman y los ocho delegados. Truman se vio obligado a cancelar su campaña de reelección. En febrero de 1952, la marca de aprobación de Truman fue del 22% según las encuestas Gallup, que fueron, hasta 2008, la marca de homologación más baja de todos los tiempos para un presidente estadounidense. Sin embargo, no duró hasta más allá de marzo.

#### Indochina
La participación de los Estados Unidos en Indochina se amplió durante el gobierno de Truman. El día de la victoria en 1945, el líder comunista vietnamita Hồ Chí Minh declaró la independencia de Francia, pero los Estados Unidos anunció su apoyo a la restauración del poder francés. En 1950, Hồ Chí Minh volvió a declarar la independencia de Vietnam, que fue reconocida por la China comunista y la Unión Soviética. Hồ Chí Minh controlaba un territorio muy alejado a lo largo de la frontera con China, mientras que Francia controlaba el resto. "La política de contención" de Truman y su oposición a la expansión comunista, llevó a los Estados Unidos a seguir reconociendo el dominio francés, el apoyo del gobierno provisional francés y aumentar la ayuda a Vietnam. Sin embargo, una diferencia básica surgió: Los norteamericanos querían una fuerte e independiente Vietnam, mientras que a los franceses les importaba poco la contención de China, sino que querían suprimir el nacionalismo local y la integración de Indochina en la Unión Francesa.

#### Renovaciones de la Casa Blanca

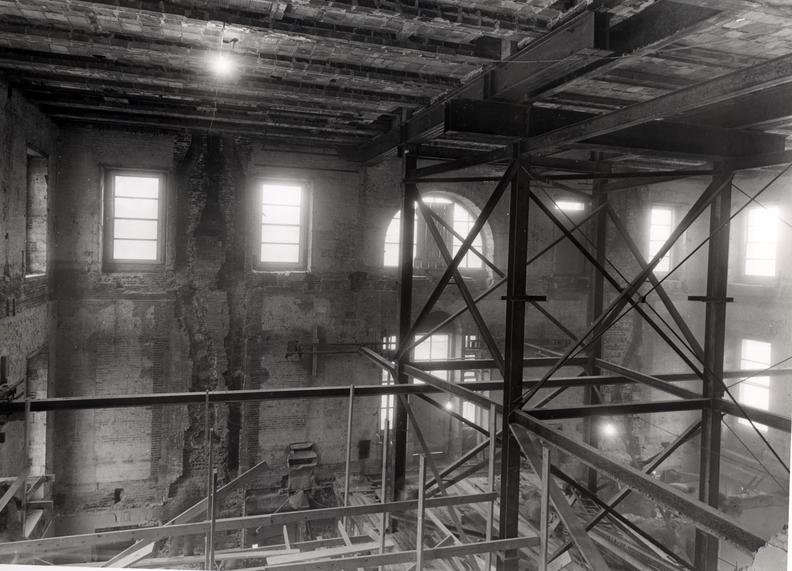
Vista del interior de la Casa Blanca durante su reconstrucción, ca. 1950.

En 1948, Truman ordenó una adición polémica en el exterior de la Casa Blanca: un balcón del segundo piso en el pórtico sur, que llegó a ser conocido como el "Balcón Truman". La obra fue impopular.
Poco después, los expertos de ingeniería concluyeron que el edificio, de mucho más de 130 años de edad, estaba en una condición peligrosa. En agosto, una sección del piso se derrumbó y el propio dormitorio y baño de Truman fueron cerrados por no ser seguros. Ningún anuncio público sobre los graves problemas estructurales de la Casa Blanca se hicieron públicos hasta después de ganar las elecciones de 1948, y para entonces Truman había sido informado de que su balcón nuevo era la única parte del edificio en buen estado. La familia de Truman se trasladó a la Blair House, la nueva Ala Oeste y el Despacho Oval se mantuvieron abiertos, Truman tuvo que caminar al trabajo por la calle cada mañana y tarde. En su momento se tomó la decisión de demoler y reconstruir todo el interior principal de la Casa Blanca, así como la excavación de nuevos niveles de sótano que sustentasen las bases. El famoso exterior de la estructura, sin embargo, fue apoyado y retenido, mientras que las renovaciones procedieron en su interior. El trabajo duró desde diciembre de 1949 hasta marzo de 1952.

#### Intento de asesinato
El 1 de noviembre de 1950, los nacionalistas puertorriqueños, Griselio Torresola y Oscar Collazo intentaron asesinar a Truman en la Blair House. En la calle fuera de la residencia, Torresola hirió de muerte a un policía de la Casa Blanca, Leslie Coffelt, que disparó a muerte a Torresola antes de morir el mismo. Collazo, como co-conspirador de un delito grave que se convirtió en un homicidio, fue declarado culpable de asesinato y fue condenado a muerte en 1952. Truman conmutó su condena a cadena perpetua. Reconociendo la importancia de la cuestión de la independencia de Puerto Rico, Truman permitió un plebiscito en Puerto Rico para determinar el estado de su relación con los Estados Unidos. El ataque, que fácilmente podría haber tomado la vida del presidente, llamó la atención sobre nuevos problemas de seguridad en torno a su residencia de la Blair House. Había saltado de su siesta y estaba viendo el tiroteo desde la ventana abierta de su habitación hasta que un transeúnte le gritó que se pusiese a cubierto.

#### Huelgas de acero y carbón
En respuesta a una gestión de mano de obra derivados de amargos desacuerdos sobre los controles de precios y salarios, Truman ordenó a su Secretario de Comercio, Charles W. Sawyer, que tomase el control de numerosas fábricas de acero de la nación en abril de 1952. Truman citó su autoridad como Comandante en Jefe y la necesidad de mantener un suministro ininterrumpido de acero para las municiones destinadas a la guerra de Corea. La Corte Suprema consideró las acciones de Truman como anticonstitucionales y revocó la orden en una gran separación de poderes, Youngstown Sheet & Tube Co. v. Sawyer. La decisión de 6-3, que sostuvo que la afirmación de la autoridad Truman era demasiado vaga y no tenía raíces en la acción legislativa del Congreso, fue emitida por un tribunal compuesto íntegramente por jueces nombrados por Truman o Roosevelt. El revés del alto tribunal a la orden de Truman fue una de las más notables derrotas de su presidencia. Después de que los mineros de carbón se declarasen en huelga en la primavera de 1946, Truman amenazó con involucrar al Ejército si los mineros no volvían al trabajo, o reemplazar a los trabajadores por miembros del ejército.

### Escándalos y controversias
En 1950, el Senado, dirigido por Estes Kefauver, investigó numerosos cargos de corrupción entre altos funcionarios de la administración, algunos de los cuales recibieron abrigos de piel y congeladores para favores. El Servicio de Impuestos Internos (IRS) estaba involucrado. En 1950, 166 empleados del IRS renunciaron o fueron despedidos, y muchos se enfrentaron a acusaciones del Departamento de Justicia en una variedad de fijación de impuestos y cargos de soborno, incluido el asistente del fiscal general a cargo de la División de Impuestos. Cuando el fiscal general, Howard McGrath despidió al procurador especial por ser demasiado celoso, Truman despidió a McGrath. Los historiadores coinciden en que el propio Truman era inocente. En 1945, la Sra. Truman recibió un congelador nuevo, caro, y muy difícil de conseguir. El hombre de negocios que siempre le conseguía regalos era el presidente de una empresa de perfumes y, gracias a la ayuda de Truman y del confidente general Harry Vaughan, se le dio prioridad de volar a Europa días después de la guerra, donde compró nuevos perfumes. En el camino de regreso a los Estados Unidos "chocó" con un veterano herido que también estaba regresando al país. La divulgación del episodio en 1949 humilló a Truman. El Presidente respondió enérgicamente defendiendo a Vaughan, un viejo amigo con una oficina propia en la Casa Blanca. Vaughan fue relacionado con el tiempo a múltiples escándalos de tráfico.
Las acusaciones de que agentes soviéticos se habían infiltrado en el gobierno de Truman se convirtieron en un tema importante en campaña de Eisenhower en 1952. En 1947, Truman emitió la Orden Ejecutiva 9835 para crear tablas lealtad e investigar el espionaje en los empleados del gobierno. Entre 1947 y 1952, cerca de 20 000 empleados gubernamentales fueron investigados, alrededor de 2500 renunciaron voluntariamente, y 400 fueron despedidos. Truman, sin embargo, se opuso fuertemente a los juramentos de lealtad obligatorios para los empleados gubernamentales, una postura que condujo a acusaciones de que su gobierno había sido blando con el comunismo. En 1953, el senador Joseph McCarthy y el fiscal general, Herbert Brownell Jr., afirmaron que Truman sabía que Harry Dexter White era un espía soviético cuando lo nombró para el Fondo Monetario Internacional.

### Derechos civiles
Un informe de 1947 de la administración de Truman, titulado "Para Garantizar Estos Derechos", presentó una agenda detallada de diez puntos con las reformas de los derechos civiles. En febrero de 1948, el presidente presentó una agenda de derechos civiles al Congreso, en la cual propuso la creación de varias oficinas federales dedicadas a cuestiones como los derechos de voto y prácticas justas de empleo. Esto provocó una tormenta de críticas por parte de los demócratas del Sur en el período previo a la convención nacional de nominación, pero Truman se negó a transigir, diciendo: "mis antepasados eran confederados, pero mi sensible estómago y yo nos dimos la vuelta cuando supimos que los soldados negros, que acababan de regresar del extranjero, estaban siendo golpeados por los ejércitos de Misisipi". En la jubilación, sin embargo, Truman fue menos progresista sobre esta cuestión. Describió que las marchas de Selma a Montgomery habían sido muy tontas y que no "habían logrado una maldita cosa."
En lugar de abordar los derechos civiles, en una necesidad de caso por caso, Truman quería hacer frente a los derechos civiles a nivel nacional. Truman preparó tres órdenes ejecutivas que finalmente se convirtieron en una estructura para la futura legislación de derechos civiles. La primera orden ejecutiva fue la Orden Ejecutiva 9981 en 1948, es generalmente conocida como el acto que inició la desegregación racial en las Fuerzas Armadas. Este fue un hito en un largo camino hacia la eliminación completa de la segregación racial de las Fuerzas Armadas. Después de varios años de planificación, las recomendaciones y revisiones entre Truman, la Comisión de Igualdad de Trato y Oportunidades y las diversas ramas de las fuerzas armadas, hasta que finalmente todas las unidades se vieron racialmente integradas. Este proceso se vio también beneficiado por la presión de la escasez de mano de obra durante la guerra de Corea, como reemplazo de las unidades previamente separadas, ahora podían ser de cualquier raza.
La segunda orden ejecutiva, también en 1948, declaró ilegal discriminar a las personas que solicitasen puestos de servicio civil, basándose en la raza. La tercera orden ejecutiva, en 1951, estableció la Comisión Gubernamental de Cumplimiento de Contratos. Esta comisión aseguró que los contratistas de defensa de las Fuerzas Armadas no pudiesen discriminar a una persona por razones raciales.

### Gabinete
Todos los miembros del gabinete de Truman cuando se hizo presidente en 1945 habían estado sirviendo anteriormente bajo Franklin D. Roosevelt.

### Jueces designados

#### Corte Suprema
Truman designó a los siguientes jueces en la Corte Suprema de los Estados Unidos:
- Harold H. Burton—1945
- Fred M. Vinson—1946
- Tom C. Clark—1949
- Sherman Minton—1949

Los nombramientos judiciales de Truman fueron llamados críticamente como "inexcusables". Un exayudante de Truman confesó que era el aspecto más débil de la presidencia de Truman. El New York Times condenó el nombramiento de Tom C. Clark y Sherman Minton, en particular, como ejemplos de favoritismo en los candidatos no calificados.
Los cuatro jueces designados por Truman se unieron a los jueces Felix Frankfurter, Robert H. Jackson, y Stanley Reed para crear un bloque sustancial conservador de siete miembros en la Corte Suprema. Este regresó a la corte una vez en el conservadurismo de la época de Taft.

#### Otras tribunales
Además de los cuatro jueces que designó en la Corte Suprema, Truman designó a 27 jueces de las Cortes de Apelaciones, y a 101 jueces de las cortes de distrito de los Estados Unidos.

### Elecciones presidenciales de 1952

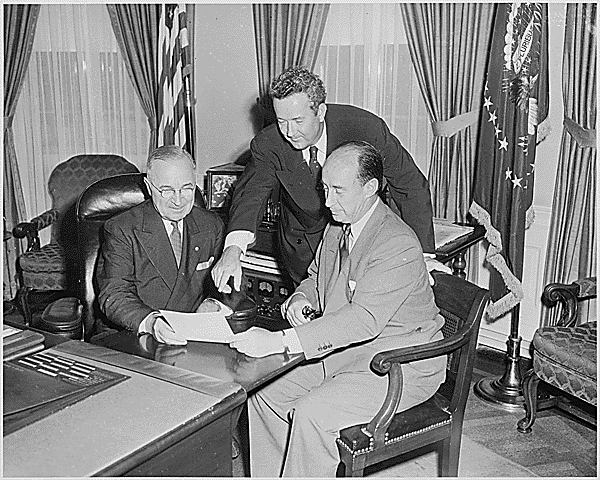
Truman con el candidato presidencial, Adlai Stevenson, y el candidato vicepresidencial, John Sparkman en la Oficina Oval hacia 1952.

En 1951, los Estados Unidos ratificaron la Vigesimosegunda Enmienda, que establecía que un presidente no podía ser elegido tres veces, o que no podía ser elegido por segunda vez después de haber cumplido más de dos años del mandato de un presidente anterior. La última cláusula se habría aplicado a Truman en 1952, excepto que una cláusula de exención de la enmienda excluía explícitamente el actual presidente de esta disposición. Sin embargo, Truman decidió no presentarse a la reelección.
En el momento de las primarias de Nuevo Hampshire de 1952, ningún candidato había ganado el apoyo de Truman. Su primera elección, el juez Fred M. Vinson, se había negado a hacerlo; el gobernador de Illinois, Adlai Stevenson había vencido también a Truman; el vicepresidente Barkley fue considerado demasiado viejo, y Truman desconfiaba del senador Estes Kefauver, a quien en privado llamado "Cowfever" ("Fiebre de Vaca").
Truman participó en las primarias electorales de Nuevo Hampshire, pero Kefauver le ganó. El 29 de marzo, Truman anunció su decisión de no postularse para la reelección. Stevenson, que reconsideró sus ambiciones presidenciales, recibió el apoyo de Truman y ganó la nominación demócrata.
Dwight D. Eisenhower, un republicano y el candidato presidencial del partido, hizo una campaña contra lo que él denunciaba como los fracasos de Truman sobre "Corea, el comunismo, la corrupción y el desorden en Washington", y se comprometió en "ir a Corea". Eisenhower derrotó a Stevenson en las urnas, poniendo fin a 20 años de gobierno demócrata. Mientras Truman y Eisenhower habían sido buenos amigos, Truman se sintió traicionado por Eisenhower, ya que este no denunció a Joseph McCarthy durante la campaña.

## Pospresidencia

### Biblioteca presidencial, memorias y vida como ciudadano privado
Truman volvió a Independence, para vivir en la casa de su esposa, Bess, que habían compartido durante años con su madre. Cuatro meses después de dejar el cargo, Truman fue invitado a dirigirse a la Asociación de Oficiales de Reserva de Filadelfia. Negándose a aceptar un transporte oficial, Truman acudió con su nuevo Chrysler New Yorker de segunda generación, con Bess acompañándole en el asiento del pasajero. El viaje, que incluyó paradas en Washington D. C., Nueva York, y varios pueblos pequeños, causó sensación en los medios de comunicación, sobre todo cuando el expresidente fue detenido por un policía por conducir demasiado despacio en una línea de pase.
El predecesor de Truman, Franklin D. Roosevelt, había organizado su propia biblioteca presidencial, aunque la legislación que permite a los expresidentes hacer algo similar, aún no se había promulgado. Truman trabajó para reunir las donaciones privadas con que construir una biblioteca presidencial, que luego donó al gobierno federal para que la administrara, una práctica adoptada por todos sus sucesores.
Truman decidió que no iba a estar en una nómina empresarial, en la creencia que sacar ventaja de las oportunidades financieras de su condición de expresidente, disminuiría la integridad de la más alta magistratura de la nación. También rechazó numerosas ofertas para representar a distintas firmas comerciales. Desde que obtuviera los ingresos por sus anteriores actividades profesionales, no tenía ahorros personales. Como resultado, se enfrentó a problemas financieros pues desde que abandonó la Casa Blanca, su única fuente de ingreso era su antigua pensión del ejército por $ 112.56 al mes. Aunque los antiguos miembros del Congreso y de los tribunales federales recibían un bono o pensión de retiro federal y el propio presidente Truman había asegurado para los antiguos funcionarios de la rama ejecutiva del gobierno, un apoyo similar, en 1953, no había sin embargo beneficios legales de bono o pensión de retiro para los expresidentes.
Al retornar a la vida civil solicitó un préstamo personal de un banco de Misuri, y luego inauguró otro precedente para futuros exjefes del ejecutivo: compuso un libro de memorias de su presidencia. Ulysses S. Grant había superado problemas financieros similares con sus propias memorias, pero los libros habían sido publicados a título póstumo, y él se había negado a escribir con detalle sobre la vida en la Casa Blanca. Por sus memorias Truman sólo recibió un pago de 670.000 dólares, de los que tuvo que descontar dos tercios en impuestos; calculó que había obtenido 37.000 dólares después de pagar a sus asistentes.
Las memorias de Truman fueron un éxito comercial y cosecharon muy buenas críticas, se publicaron en dos volúmenes en 1955 y 1956 por Doubleday y Hodder & Stoughton:Memorias de Harry S. Truman: Año de las Decisiones y Memorias de Harry S. Truman: Años de juicios y esperanza.
Truman dijo en 1957 al entonces líder de la mayoría de la Cámara de Representantes, John McCormack: "Si no hubiera sido por el hecho de que pude vender una propiedad que mi hermano, mi hermana, y yo heredamos de nuestra madre, estaría prácticamente en la ruina, pero con la venta de esa propiedad tampoco estoy aliviado económicamente".
Es probable que la situación económica de Truman influyera para que en 1958, el Congreso aprobase la Ley de expresidentes, que ofrecía una pensión de 25 000 dólares anuales a cada expresidente. El otro expresidente entonces vivo, Herbert Hoover solicitó la pensión, a pesar de que no necesitaba el dinero, al parecer, para evitar avergonzar a Truman. Hoover podría haber recordado un viejo favor: Poco después de convertirse en presidente, Truman le invitó a la Casa Blanca para tener una charla informal sobre las condiciones en Europa. Esta fue su primera visita a la Casa Blanca después de haber salido del cargo, ya que el gobierno de Roosevelt había rechazado a Hoover. Los dos siguieron siendo buenos amigos para el resto de sus vidas.

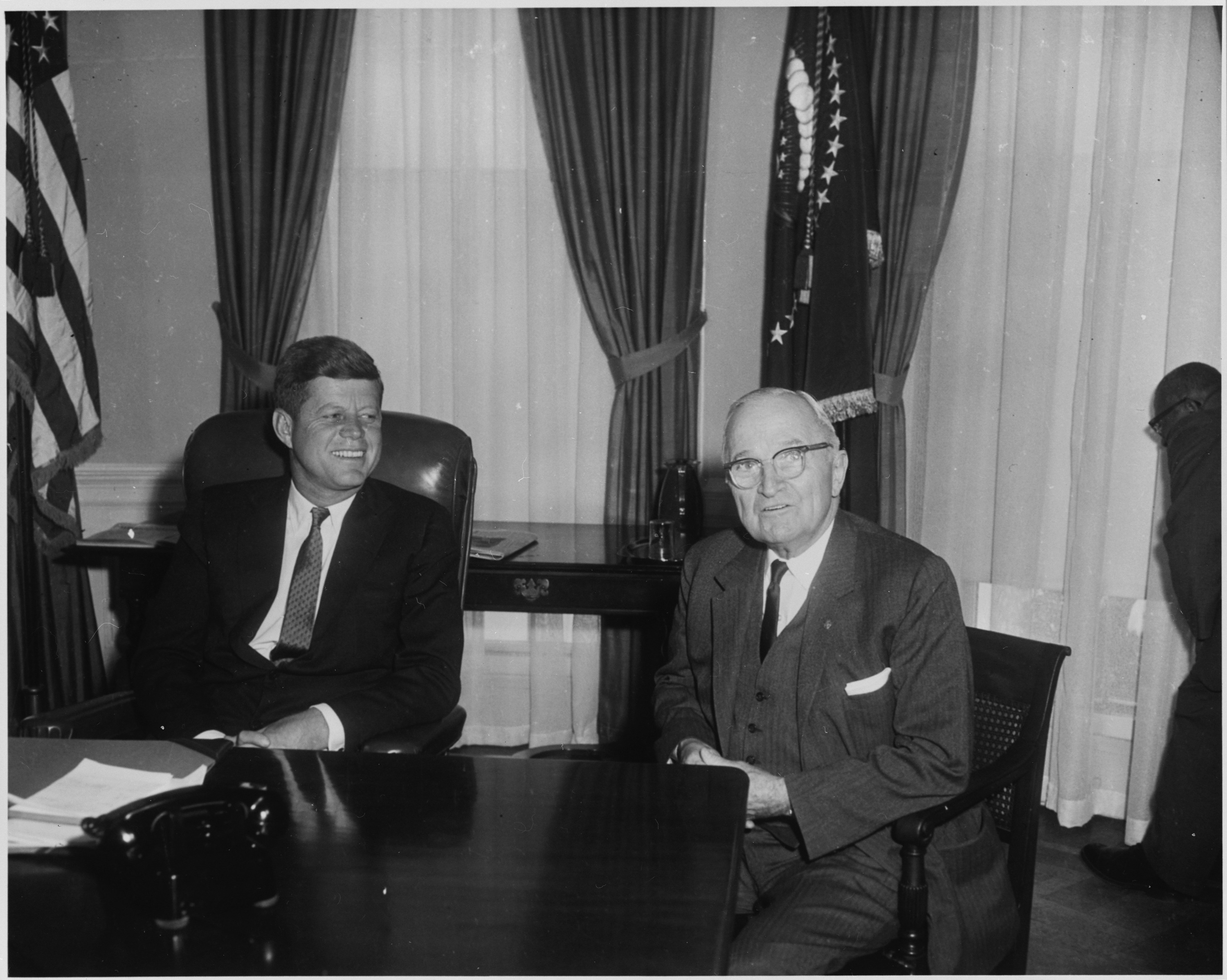
Truman con el presidente John F. Kennedy.

### Vida posterior y muerte

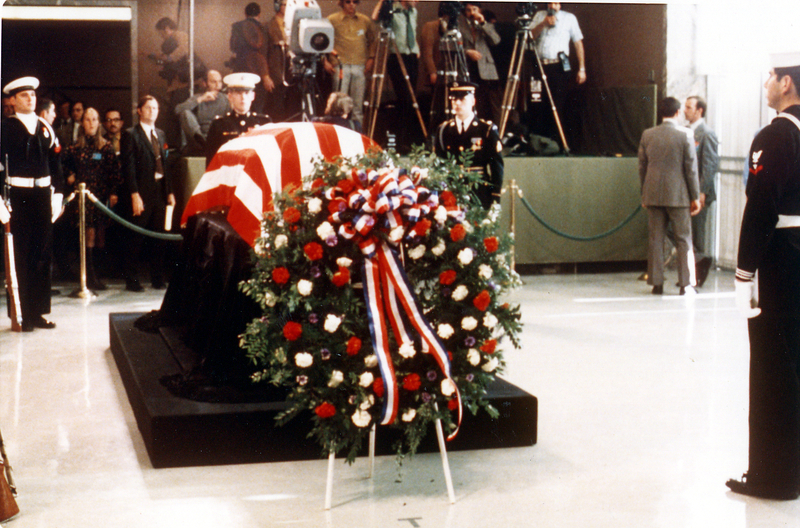
Wreath Funeral de Truman, 27 de diciembre de 1972, Independence, Misuri

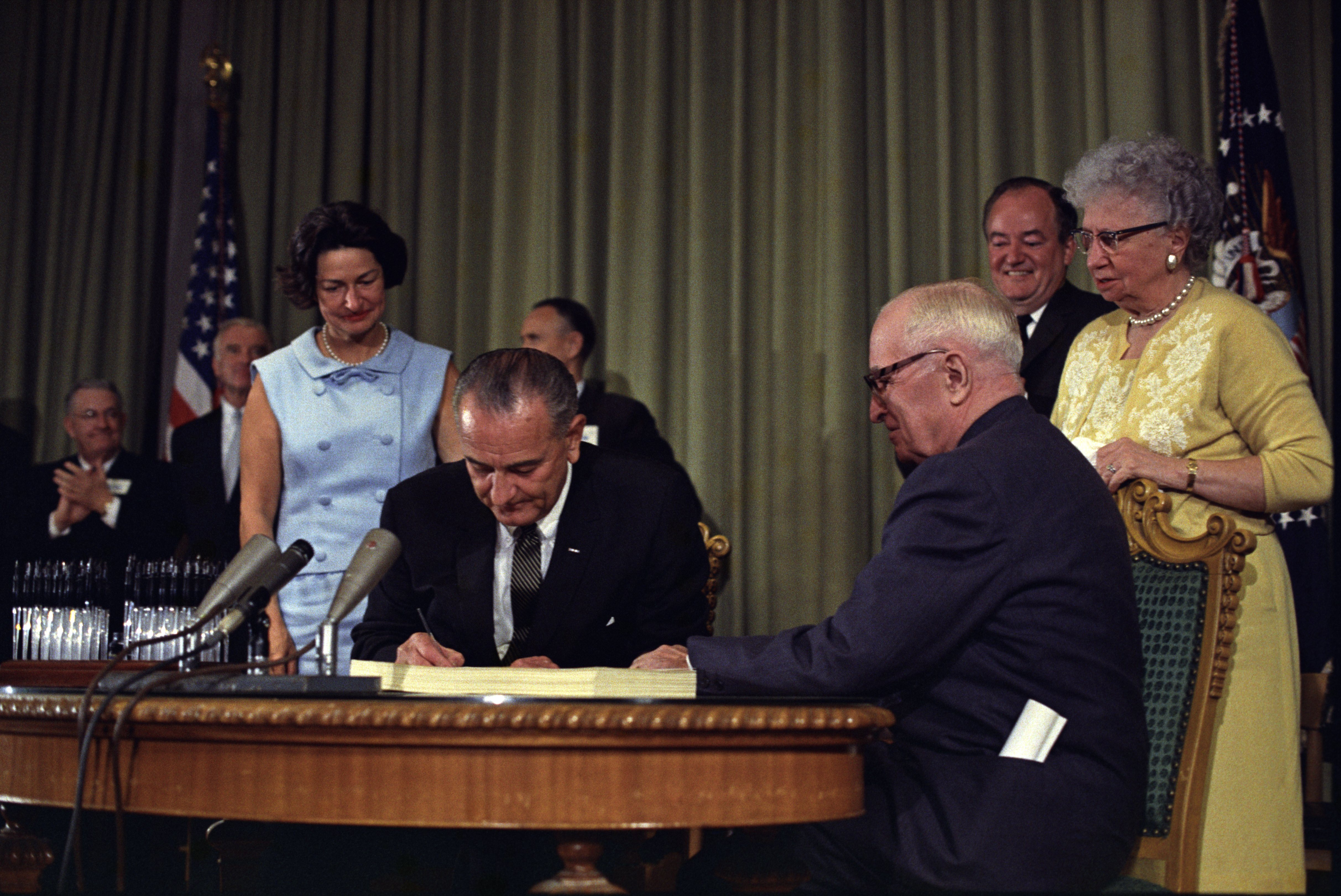
Harry Truman y su esposa Bess durante la firma de la Medicare en 1965.

En 1956, Truman viajó a Europa con su esposa. En Reino Unido recibió un doctorado honorífico en Derecho Cívico de la Universidad de Oxford y se reunió con Winston Churchill. Cuando regresó a Estados Unidos, se convirtió en partidario de la segunda candidatura presidencial de Adlai Stevenson, a pesar de que inicialmente había favorecido al gobernador demócrata, W. Averell Harriman, de Nueva York.
Al cumplir los 80 años, Truman fue agasajado en el Senado de los Estados Unidos, como parte de una nueva norma que concedía a los expresidentes voz ante la cámara. También hizo campaña para algunos candidatos senatoriales. Después de una caída en su casa a finales de 1964, su estado físico se vio negativamente afectado. En 1965, el presidente Lyndon B. Johnson firmó la ley de Medicare en la Biblioteca de Truman y le dio las dos primeras tarjetas de Medicare a Truman y a su esposa Bess en honor a la lucha por el cuidado de salud de su gobierno durante su presidencia. Su Biblioteca, fue visitada por varias figuras políticas como Robert Kennedy y el expresidente de México, Miguel Alemán.
El 5 de diciembre de 1972, fue trasladado al Hospital y Centro Médico de Investigación de Kansas City con una congestión pulmonar debida a una neumonía. Desarrolló un fallo multiorgánico y falleció a las 7:50 de la mañana del 26 de diciembre a la edad de 88 años. Su esposa murió casi diez años después, el 18 de octubre de 1982. Están enterrados en la Biblioteca y Museo Presidencial de Harry S. Truman en Independence. Bess Truman optó por un simple servicio privado en la biblioteca de su marido en lugar de un funeral de estado en Washington D. C.. El presidente Richard Nixon y el exmandatario Lyndon B. Johnson asistieron a su sepelio. Dignatarios extranjeros asistieron al funeral en la Catedral Nacional de Washington, una semana después.

## Legado

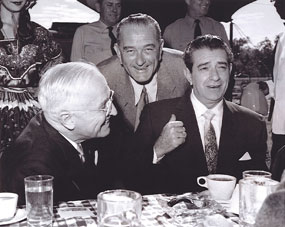
El presidente de México Adolfo López Mateos con el futuro presidente de los Estados Unidos Lyndon B. Johnson y el expresidente estadounidense Harry S. Truman, en 1959.

Cuando dejó el cargo en 1953, Truman había sido uno de los presidentes más impopulares de la historia. Había autorizado el bombardeo atómico a la ciudad japonesa de Hiroshima (6 de agosto de 1945) y Nagasaki (9 de agosto del mismo año). Considerada una de las mayores masacres de la historia bajo el argumento de que sería la manera más rápida de acabar la guerra, argumento que hasta hoy en día el gobierno estadounidense sigue manteniendo, sin disculparse por el genocidio. Su índice de aprobación en el cargo, del 22% en la encuesta de Gallup de febrero de 1952, fue menor que la de Richard Nixon en agosto de 1974, que era del 24%, el mes en que Nixon dimitió. El sentimiento público estadounidense hacia Truman se fue haciendo cada vez más negativo con el paso de los años. Sin embargo, el período inmediatamente después a su muerte se vivió una rehabilitación parcial entre los historiadores y miembros del público en general. Ya en 1962, una encuesta de 75 historiadores destacados realizado por Arthur M. Schlesinger, Sr., colocó a Truman entre los mejores presidentes. Desde que dejara el cargo, a Truman le fue bien en las encuestas de valoración presidencial. Su presidencia nunca ha caído por debajo del noveno puesto de entre todas las presidencias históricas, y más recientemente ha llegado a colocarse en el quinto en una encuesta de C-SPAN en 2009.
También ha tenido sus críticos. Después de una revisión de la información disponible de Truman sobre la presencia de actividades de espionaje en el gobierno estadounidense, el senador demócrata Daniel Patrick Moynihan, llegó a la conclusión de que Truman había sido "casi deliberadamente negligente" sobre el peligro del comunismo estadounidense. Ya en la década de 1960, historiadores revisionistas empezaron a criticar a Truman. En la actualidad, el consenso entre los historiadores es que "Harry Truman sigue siendo un presidente polémico".
Truman falleció en un momento en que la nación estaba consumida por las crisis en Vietnam y el Watergate, y su muerte trajo una nueva ola de atención a su carrera política. A principios y mediados de la década de 1970, Truman capturó la imaginación popular tanto como lo había hecho en 1948, esta vez emergiendo como una especie de héroe popular político, un presidente que se creía que era un ejemplo de una integridad y la responsabilidad que muchos observadores sentían que faltaba en la Casa Blanca de Nixon. Truman ha sido retratado en la pantalla muchas veces, varias actuaciones que han ganado el aplauso generalizado, y la banda de pop Chicago tocó una canción nostálgica en 1975 llamada "Harry Truman".
Debido al papel fundamental de Truman en la decisión de que el gobierno estadounidense reconociese a Israel, el pueblo israelí de Beit Harel fue renombrado Kfar Truman en 1949.

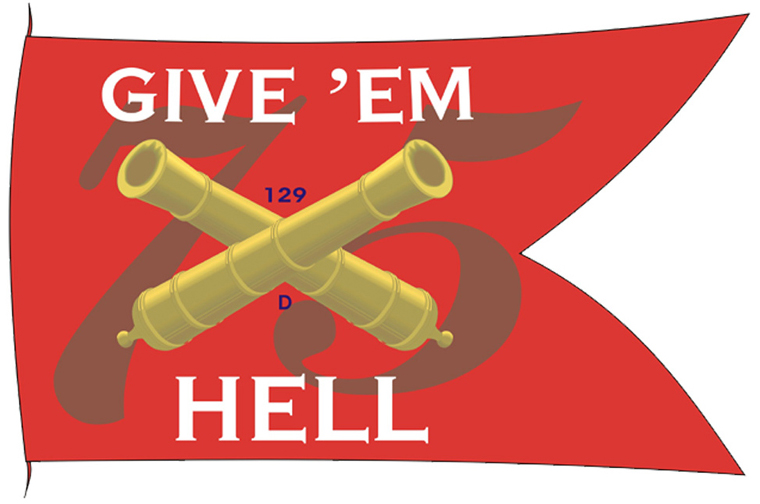
Bandera de guerra del USS Harry S. Truman (CVN-75).

Irónicamente, en vista del intento de Truman para reducir la producción naval, que condujo a la revuelta de almirantes de 1949, el Cuerpo de Marines decidió renombrar un portaaviones en su honor. El portaaviones destinado a recibir el nombre USS United States, fue rebautizado USS Harry S. Truman (CVN-75) el 7 de septiembre de 1996, antes de la puesta en grada de la quilla. Se daba la circunstancia de que era el mismo nombre del portaaviones que Truman había cancelado en 1949.
La Beca Truman, un programa federal que honra a estudiantes de universidades estadounidenses que ejemplifican la dedicación al servicio público y el liderazgo en las políticas públicas, se creó en 1975. La en la Comunidad de Seguridad Nacional de la Ciencia e Ingeniería del Presidente Harry S. Truman, una distinguida cita posdoctoral de tres años en el Laboratorio Nacional Sandia, fue creada en 2004. La Universidad de Misuri estableció la Escuela de Asuntos Públicos de Harry S. Truman para avanzar en el estudio y la práctica de la gobernanza. Con motivo de la transformación de una mascota universitaria al nombre de Truman, una escuela normal estatal, la Northeast Missouri State University se convirtió en la Truman State University el 1 de julio de 1996, para honrar al único misurense en convertirse en presidente. Una institución miembro de los Colegios de la Ciudad de Chicago, la Harry S. Truman College en Chicago fue nombrado en honor del presidente por su dedicación a las universidades públicas. La sede del Departamento de Estado de los Estados Unidos, construido en la década de 1930 fue renombrado (no oficialmente) en el Edificio Harry S. Truman en el 2000.
En 1991, Truman fue admitido en el Salón de Famosos Misurenses, y un busto de bronce que le representa, está en exhibición permanente en la rotonda del Capitolio Estatal de Misuri. Thomas Daniel, uno de los nietos de Truman, aceptó una estrella en el paseo de la fama de Misuri en 2006 para honrar a su difunto abuelo. John Truman, sobrino de Truman, aceptó una estrella para Bess Truman en 2007. El paseo de la fama está Marshfield, Misuri, una ciudad que Truman visitó en 1948.
Truman fue honrado por el Servicio Postal en la serie de grandes estadounidense con el vigésimo sello postal de la serie.

### Lugares históricos
- Sitio Histórico Nacional de Harry S. Truman que incluye la Wallace House en el 219 N. Delaware en Independence y la granja familiar en Grandview, Misuri.
- Biblioteca y Museo Presidencial de Harry S. Truman, su biblioteca presidencial.
- Pequeña Casa Blanca de Harry S. Truman, su casa de verano en Cayo Hueso.